# Lausanne
Lausanne (IPA: [/lɔ.zan/]ⓘ) Svájc Vaud kantonjának fővárosa. A település a Genfi-tó partján, a Jura-hegység és az Alpok között fekszik félúton, a francia Évian-les-Bains-al szemben. 62 kilométerre északkeletre található Genftől, a legközelebbi jelentős várostól.
Lakosainak száma 144 160 fő (2023. december 31.). Ezzel az ország negyedik legnagyobb városa Bázel, Genf és Zürich után. Neves bortermelő vidéken fekszik. A világ legkisebb metrórendszerrel rendelkező városa; 28 állomásos metrója két vonalon közlekedik.
A 20. században Lausanne a nemzetközi sport egyik központjává vált, hiszen a Nemzetközi Olimpiai Bizottság (amely 1994 óta „olimpiai fővárosként” ismeri el a várost), a Sport Döntőbíróság és mintegy 55 nemzetközi sportszövetség otthona.

## Története

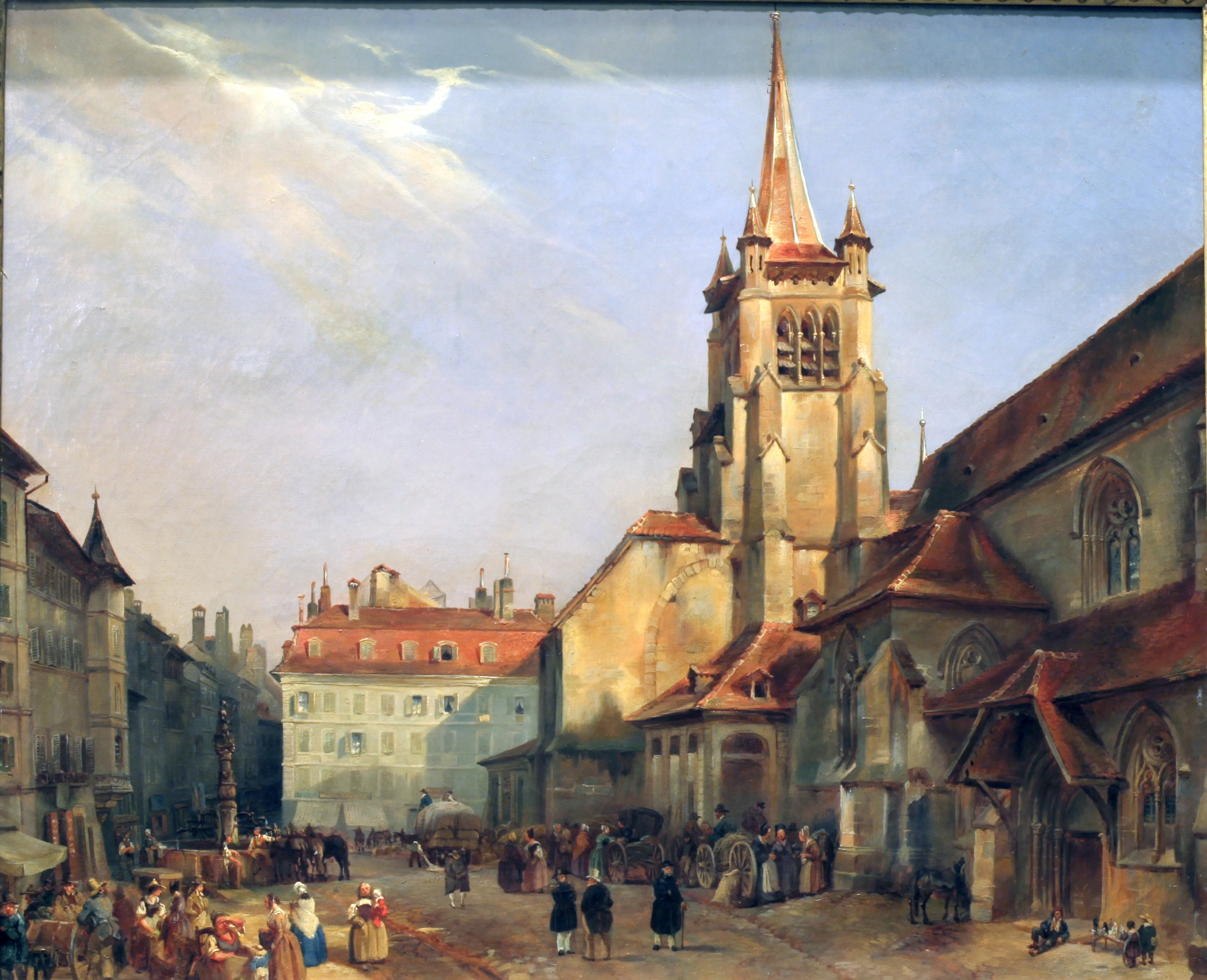
Place Saint-François, 1840 körül

A rómaiak Lousanna néven létesítettek itt katonai tábort egy korábbi kelta település helyén. 400-ban civitas Lausanna, 990-ben pedig Losanna néven említik.
A Római Birodalom bukása után a bizonytalanság arra késztette Lausanne lakóit, hogy a város mai központjába költözzenek, mely egy dombos, könnyebben védhető terület volt. A területet a Savoyai-hercegek, később a lausanne-i püspök uralma alatt állt. A kezdetben viszonylag kicsiny város 888 és 1032 között a Felső-Burgundiai Királysághoz tartozott. A 11. században Lausanne politikai, gazdasági és vallási központtá fejlődött. A város a püspökök világi uralmának központjává vált. Az ezt követő időszakban, különösen a 12. és 13. században Lausanne látványos virágzásnak indult. A Lausanne-i katedrálist 1275-ben X. Gergely pápa és I. Rudolf német király jelenlétében szentelték fel.
Később Bern kanton csapatai szállták meg, 1536-tól egészen 1798-ig az ő uralmuk alatt maradt. A képromboló berniek megfosztották a székesegyházat római katolikus mivoltától, és számos műkincsét, köztük a székesegyházban függő faliszőnyegeket végleg eltávolították.
A hugenottáknak a szabad vallásgyakorlatot és egyenjogúságot biztosító nantes-i ediktum 1685-ös visszavonását követően Lausanne (és a közeli Genf) a francia hugenották menedékhelyévé vált. Az üldözött vallási személyeknek így otthont és mentsvárat nyújtó Lausanne-ban 1729-ben papi szeminárium nyílt. 1750-ben kilencven lelkészt küldtek vissza Franciaországba, hogy ott titokban dolgozzanak; ez a szám később 400-ra emelkedett. A francia reformátusok hatósági üldözése végül 1787-ben ért véget, ezt követően 1808-ban szeminárium létesült Montauban városában, és 1812. április 18-án bezárhatott a lausanne-i szeminárium.
A napóleoni háborúk idején a város rangja megváltozott. 1803-ban az újonnan megalakult svájci kanton, Vaud fővárosa lett, tehát része lett a Svájci Államszövetségnek.

### Modern történelem és kulturális örökségek
1915-ben Pierre de Coubertin a népek közötti békét és harmóniát szimbolizáló országot keresvén úgy döntött, hogy a Nemzetközi Olimpiai Bizottság székhelyét Lausanne-ba költözteti. A város ennek hatására a nemzetközi sportszervezetek egyik jelentős központjává vált. 1923-ban itt írták alá a Lausanne-i békeszerződést, amely létrehozta a mai Török Köztársaságot.
1940-ben népessége elérte a 100 000 főt. Az 1950-es évektől az 1970-es évekig nagyszámú olasz, spanyol és portugál bevándorló érkezett a településre és annak vonzáskörzetébe, ők főként Renens-ban, a városik egyik ipari külvárosában telepedtek le. 1964-ben itt rendezték meg a Svájci Nemzeti Kiállítást.
A város modern történelme során számos európai művésznek adott otthont, menedéket, inspirációt az alkotáshoz.
T. S. Eliot angol költő a városban állt pszichiátriai kezelés alatt, amikor megírta Átokföldje című művének egy részét. (Vass István fordításában: „Ültem és sírtam a Genfi-tó vizeinél...”). Ernest Hemingway és felesége Párizsból utazott a városba nyaralni az 1920-as években. Számos művész és alkotó – mint például George Byron, Edward Gibbon és Percy Bysshe Shelley – időzött, élt vagy dolgozott a városban és annak környékén.
A hagyományosan csendes várost az 1980-as évek elején tiltakozó fiatalok mozgalma rázta meg, amely elsősorban egy autonóm központ megnyitását követelte. A gyakran erőszakba torkolló tüntetéssorozat Lôzane bouge néven híresült el.

## Földrajz

### Topográfia
Hegyoldalában, mint királyi székben magasan ül e város, s fölséges tekintete előtt a Genfi tó tükre, csaknem egész terjedelmében, ragyogva nyílik meg, s hol vadan, hol szelíden szép partokon s hegyeken túl kilátni a Mont Blanc ezüst csúcsáig.

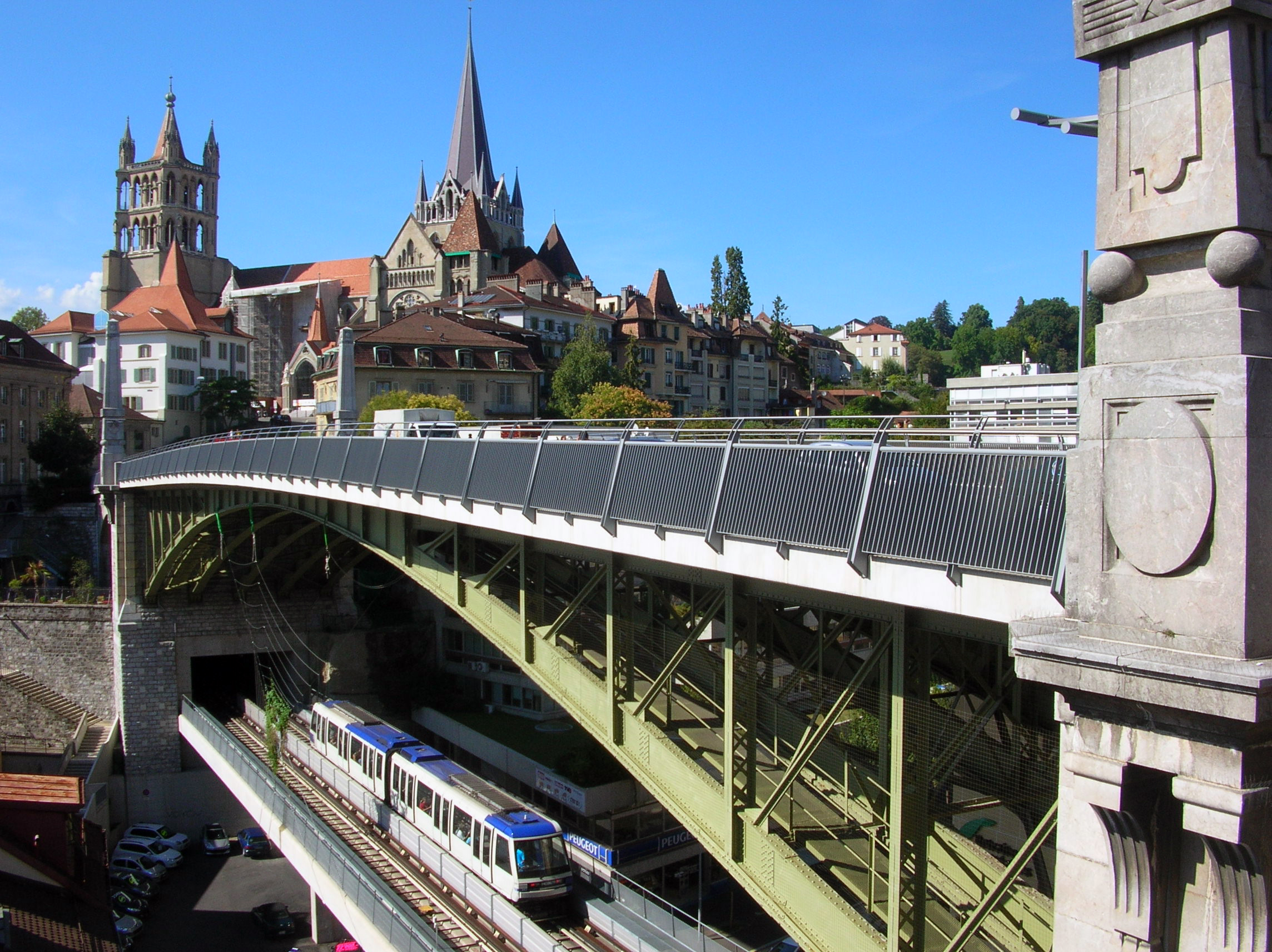
A Charles-Bessières híd és egy metrókocsi; a háttérben látszik a Notre-Dame-székesegyház és a történelmi belváros

A térség legfontosabb földrajzi adottsága a Genfi-tó közelsége. Lausanne a Svájci-fennsík déli lejtőjén terül el, az Ouchy-i tópart, Le Mont-sur-Lausanne és Épalinges északi pereme közötti mintegy 500 méteres szintkülönbséggel. A város festői kilátással büszkélkedhet a Genfi-tóra, valamint a Svájci és a Savoyai-Alpokra.
A város szívében egykoron egy ősi folyó, a Flon húzódott, azonban ez a 19. század óta le van fedve. Az egykori folyó a város közepén, a történelmi belvárostól délre egy szurdokot képez, amely többnyire a mai Rue Centrale mentén halad. Felette több híd is átível.
Lausanne két jelentős bortermelő vidék, Lavaux és La Côte között fekszik.
A település területe a 2012-2014-es adatok szerint 41,38-41,37 négyzetkilométer (a számítások módszerétől függően). Ebből a területből 6,22 km2, azaz 15,0% mezőgazdasági célú, míg 16,06 km2 vagy 38,8% erdőség. A fennmaradó területből 19,00 km2, azaz 45,9% beépített terület (épületek és utak), 0,08 km2, azaz 0,2% folyó vagy tó, 0,01 km2 vagy 0,0% pedig terméketlen terület.

### Éghajlati jellemzők
Lausanne-ban évente átlagosan 119,7 nap esik az eső vagy hó, és átlagosan 1153 mm csapadék hullik. A legcsapadékosabb hónap május, amikor a város átlagosan 117 mm csapadékot kap. Ebben a hónapban átlagosan 12,1 nap várható csapadék. Az év legszárazabb hónapja február, amikor átlagosan 67 mm csapadék hull 8,8 napon keresztül.

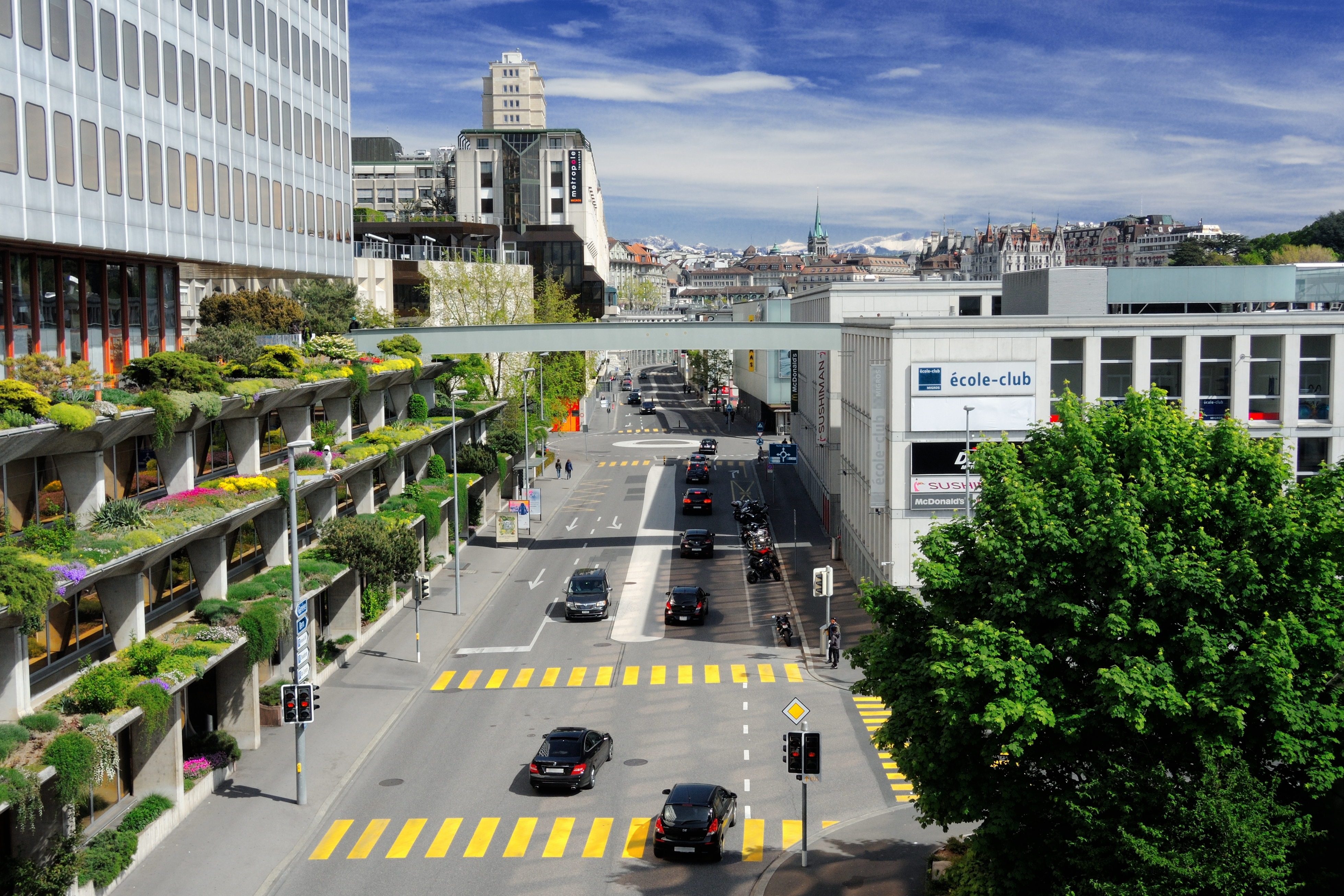
Tavasz
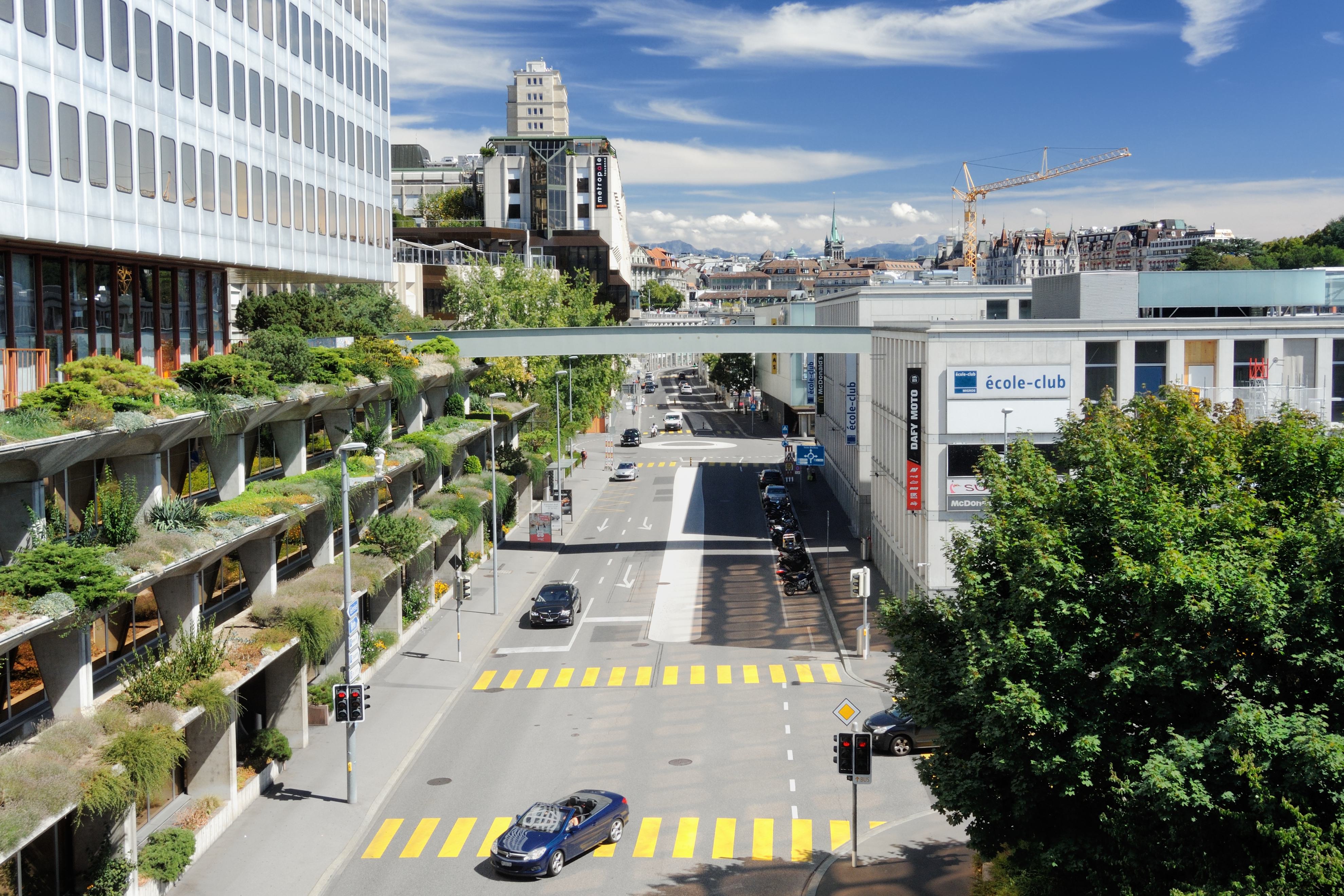
Nyár
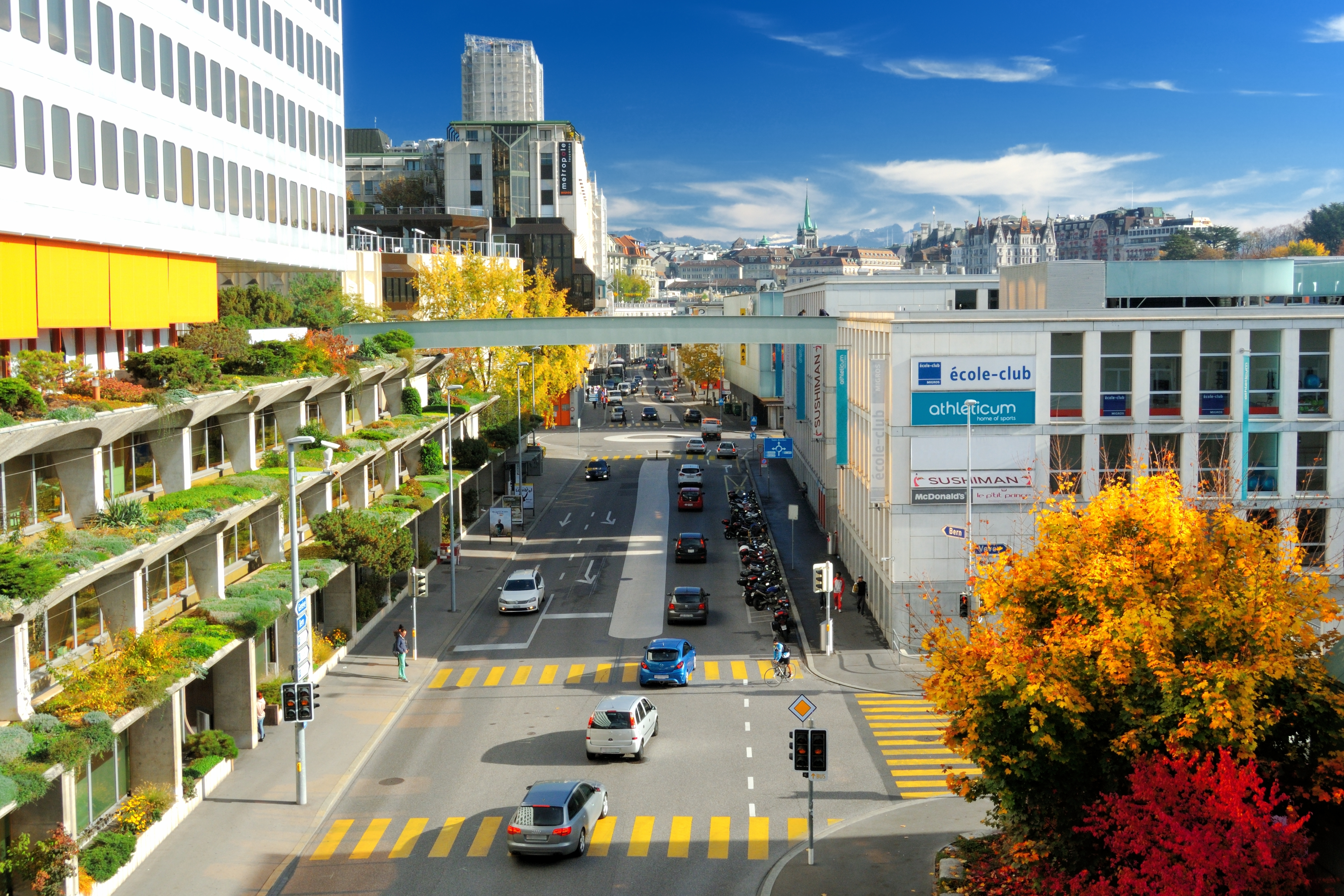
Ősz
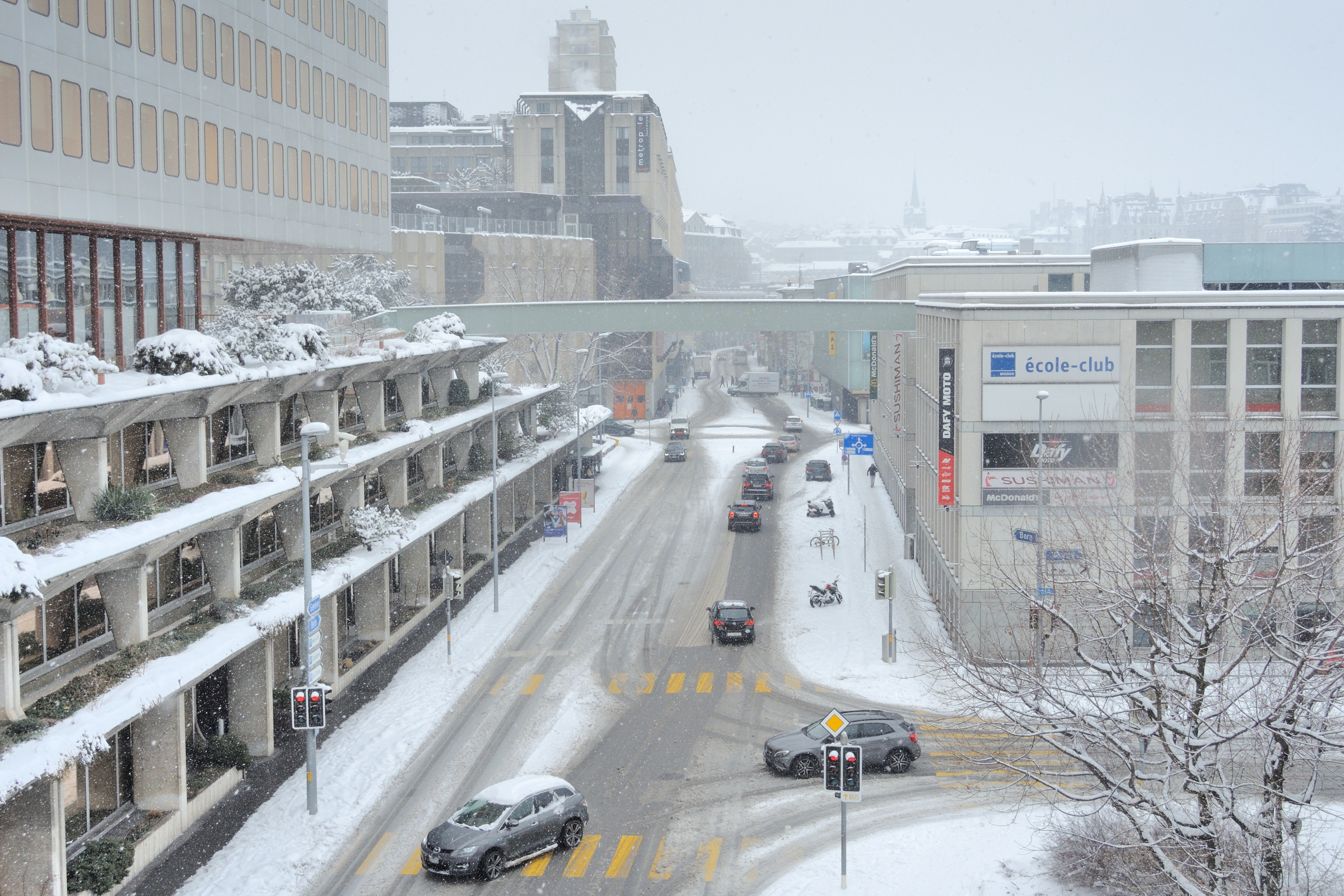
Tél

| Hónap                               | Jan.  | Feb.  | Már. | Ápr. | Máj. | Jún. | Júl. | Aug. | Szep. | Okt. | Nov. | Dec.  | Év    |
| ----------------------------------- | ----- | ----- | ---- | ---- | ---- | ---- | ---- | ---- | ----- | ---- | ---- | ----- | ----- |
| Rekord max. hőmérséklet (°C)        | 14,9  | 15,8  | 22,6 | 25,5 | 31,3 | 33,6 | 35,2 | 37,1 | 28,6  | 25,4 | 19,8 | 17,7  | 37,1  |
| Átlagos max. hőmérséklet (°C)       | 4,7   | 5,9   | 10,5 | 14,6 | 18,9 | 22,8 | 25,0 | 24,5 | 19,8  | 14,6 | 8,9  | 5,4   | 14,7  |
| Átlaghőmérséklet (°C)               | 2,7   | 3,3   | 7,0  | 10,6 | 14,6 | 18,4 | 20,5 | 20,1 | 16,0  | 11,7 | 6,7  | 3,5   | 11,3  |
| Átlagos min. hőmérséklet (°C)       | 0,7   | 0,8   | 3,7  | 6,8  | 10,7 | 14,3 | 16,2 | 16,2 | 12,7  | 9,1  | 4,5  | 1,5   | 8,1   |
| Rekord min. hőmérséklet (°C)        | −16,7 | −12,7 | −9,1 | −2,9 | 2,1  | 5,2  | 9,0  | 8,2  | 4,4   | −1,2 | −6,2 | −10,1 | −16,7 |
| Átl. csapadékmennyiség (mm)         | 75    | 64    | 72   | 84   | 113  | 107  | 103  | 110  | 98    | 111  | 99   | 98    | 1134  |
| Havi napsütéses órák száma          | 77    | 109   | 169  | 193  | 213  | 240  | 259  | 241  | 188   | 132  | 79   | 58    | 1958  |
| Forrás: MeteoSwiss, StatistiqueVaud |       |       |      |      |      |      |      |      |       |      |      |       |       |

## Közigazgatás és nemzetközi kapcsolatok

### Közigazgatásai felosztása
A város 18 quartier-re, azaz kerületre oszlik: Centre (1), Maupas/Valency (2), Sébeillon/Malley (3), Montoie/Bourdonnette (4), Montriond/Cour (5), Sous-Gare/Ouchy (6), Montchoisi (7), Florimont/Chissiez (8), Mousquines/Bellevue (9), Vallon/Béthusy (10), Chailly/Rovéréaz (11), Sallaz/Vennes/Séchaud (12), Sauvabelin (13), Borde/Bellevaux (14), Vinet/Pontaise (15), Bossons/Blécherette (16), Beaulieu/Grey/Boisy (17), és Les Zones foraines (90).

### Testvértelepülések
- Akhisar, Törökország[33][34]
- Eszék, Horvátország[33][34]
- Pernik, Bulgária[33][34]

## Demográfia
Lakosainak száma 144 160 fő (2023. december 31.). 2013-ban a lakosság 42%-a külföldi állampolgár volt. Tíz év leforgása alatt (1999–2009) a népesség 9,9%-ot változott. Ez 8,3%-ban a bevándorlásnak, a 2,6%-ban pedig a születéseknek és halálozásoknak tudható be. Grand Lausanne (tehát a települést és annak agglomerációját jelentő terület) lakossága 402 900 fő (2014 decemberében).
A település lakosságának 58%-a, azaz 80 828 fő rendelkezik svájci állampolgársággal. 16 908 fő, azaz 12,1% lausanne-i születésű, és 2013 decemberében még mindig ott élt. 27 653 fő, azaz 19,8%-uk Vaud kantonon belül egy másik településről származott, míg 36 276-an, azaz 26,0%-uk egy másik svájci kantonban rendelkeztek svájci állampolgársággal. 58 9562 fő, azaz a város lakosságának 42,0%-a külföldi állampolgár volt.
2000-ben a lakosság túlnyomó többsége (98 424 fő, azaz 78,8%) francia ajkú volt. A második leggyakoribb nyelvként a németet (5 365 fő vagy 4,3%), a harmadikként pedig az olaszt (4 976 fő vagy 4,0%) jegyezték. 62 személy romans nyelven beszélt.

### Népességváltozás
A település népességének változása történelmi viszonylatban:
| Lausanne történelmi népessége | Lausanne történelmi népessége | Lausanne történelmi népessége | Lausanne történelmi népessége | Lausanne történelmi népessége | Lausanne történelmi népessége | Lausanne történelmi népessége | Lausanne történelmi népessége | Lausanne történelmi népessége | Lausanne történelmi népessége | Lausanne történelmi népessége | Lausanne történelmi népessége |
| Év                            | Teljes népesség               | Franciául beszélők            | Németül beszélők              | Katolikusok                   | Protestánsok                  | Egyéb                         | Zsidók                        | Muzulmánok                    | Nincs vallás megadva          | Svájciak                      | Nem svájciak                  |
| ----------------------------- | ----------------------------- | ----------------------------- | ----------------------------- | ----------------------------- | ----------------------------- | ----------------------------- | ----------------------------- | ----------------------------- | ----------------------------- | ----------------------------- | ----------------------------- |
| 13.század                     | 8000–9000                     |                               |                               |                               |                               |                               |                               |                               |                               |                               |                               |
| 1650–1680                     | c. 5100                       |                               |                               |                               |                               |                               |                               |                               |                               |                               |                               |
| 1698                          | 6204                          |                               |                               |                               |                               |                               |                               |                               |                               |                               |                               |
| 1764                          | 7191                          |                               |                               |                               |                               |                               |                               |                               |                               |                               |                               |
| 1798                          | 9000 felett                   |                               |                               |                               |                               |                               |                               |                               |                               |                               |                               |
| 1813                          | c. 13 000                     |                               |                               |                               |                               |                               |                               |                               |                               |                               |                               |
| 1850                          | 17 108                        |                               |                               | 970                           | 16 101                        |                               |                               |                               |                               | 16 023                        | 1085                          |
| 1870                          | 25 845                        |                               |                               | 3527                          | 22 596                        |                               |                               |                               |                               | 22 353                        | 4167                          |
| 1888                          | 33 340                        | 25 750                        | 5704                          | 4575                          | 28 431                        | 1034                          | 184                           |                               |                               | 28 205                        | 5135                          |
| 1900                          | 46 732                        | 35 509                        | 6627                          | 9364                          | 36 659                        | 1450                          | 473                           |                               |                               | 37 231                        | 9501                          |
| 1910                          | 64 446                        | 46 293                        | 9669                          | 15 597                        | 46 166                        | 3167                          | 989                           |                               |                               | 48 647                        | 15 799                        |
| 1930                          | 75 915                        | 58 691                        | 11 080                        | 16 868                        | 56 300                        | 2901                          | 818                           |                               |                               | 65 231                        | 10 684                        |
| 1950                          | 106 807                       | 88 226                        | 12 403                        | 27 218                        | 75 559                        | 2349                          | 1009                          |                               |                               | 97 119                        | 9688                          |
| 1970                          | 137 383                       | 101 555                       | 11 964                        | 54 993                        | 75 093                        | 11 670                        | 1394                          | 669                           | 2056                          | 106 229                       | 31 154                        |
| 1990                          | 128 112                       | 95 455                        | 6799                          | 56 464                        | 48 496                        | 19 103                        | 919                           | 2775                          | 14 548                        | 88 905                        | 39 207                        |
| 2000                          | 124 914                       | 98 424                        | 5365                          | 47 225                        | 36 084                        | 16 149                        | 849                           | 7501                          | 21 080                        | 80 213                        | 44 701                        |

### Állampolgárság
| Állampolgárság                  | Megoszlás százalékban kifejezve |
| ------------------------------- | ------------------------------- |
| Svájc                           | 57,73                           |
| Franciaország                   | 7,41                            |
| Portugália                      | 7,27                            |
| Olaszország                     | 4,58                            |
| Spanyolország                   | 3,47                            |
| Koszovó                         | 1,76                            |
| Németország                     | 0,95                            |
| Törökország                     | 0,67                            |
| Szerbia                         | 0,65                            |
| Brazília                        | 0,59                            |
| Egyesült Királyság              | 0,58                            |
| Ecuador                         | 0,58                            |
| Bosznia-Hercegovina             | 0,57                            |
| Kongói Demokratikus Köztársaság | 0,56                            |
| Srí Lanka                       | 0,54                            |
| Marokkó                         | 0,52                            |
| Amerikai Egyesült Államok       | 0,51                            |
| Belgium                         | 0,47                            |
| Kína                            | 0,46                            |
| Tunézia                         | 0,43                            |

### Bűnözés
2014-ben a svájci büntető törvénykönyvben felsorolt bűncselekmények a bűnelkövetési aránya a városban ezer lakosra vetítve 167,3 volt. Ugyanebben az időszakban 49,5 kábítószerrel összefüggő bűncselekmény jutott minden ezer lakosra. A bevándorlási, vízum- és munkavállalási engedélyekre vonatkozó törvények megsértésének aránya 21 volt szintén ezer lakosra vetítve.

### Vallás
Lausanne már a 16. században bekövetkezett reformációtól kezdve főként protestáns volt. Így volt ez egészen a 20. század második feléig, amikor is jelentős számú bevándorló érkezett a településre és annak környékére, elsősorban katolikus országokból. A katolikusok ma a város lakosságának többségét alkotják. A zsidó közösség zsinagógát tart fenn a városban.
A 2000. évi népszámlálás adatai szerint 47 225 fő (a lakosság 37,8%-a) római katolikus, míg 33 993 fő (27,2%) a svájci református egyházhoz tartozott. A lakosság többi részéből 2698 fő (2,16%) volt az ortodox egyház tagja, 65 fő (0,05%) az ókatolikus egyházhoz, 4437 fő (3,55%) pedig valamely más keresztény egyházhoz tartozott.
849 személy (0,68%) volt zsidó, 7501 (6,00%) muszlim. 452 buddhista, 772 hindu és 343 valamelyik más egyházhoz tartozó személy volt. 21 080 fő (16,88%) nem tartozott semmilyen egyházhoz, agnosztikus vagy ateista volt. 7590 fő (a válaszadók 6,08%-a) szimplán nem válaszolt a kérdésre.

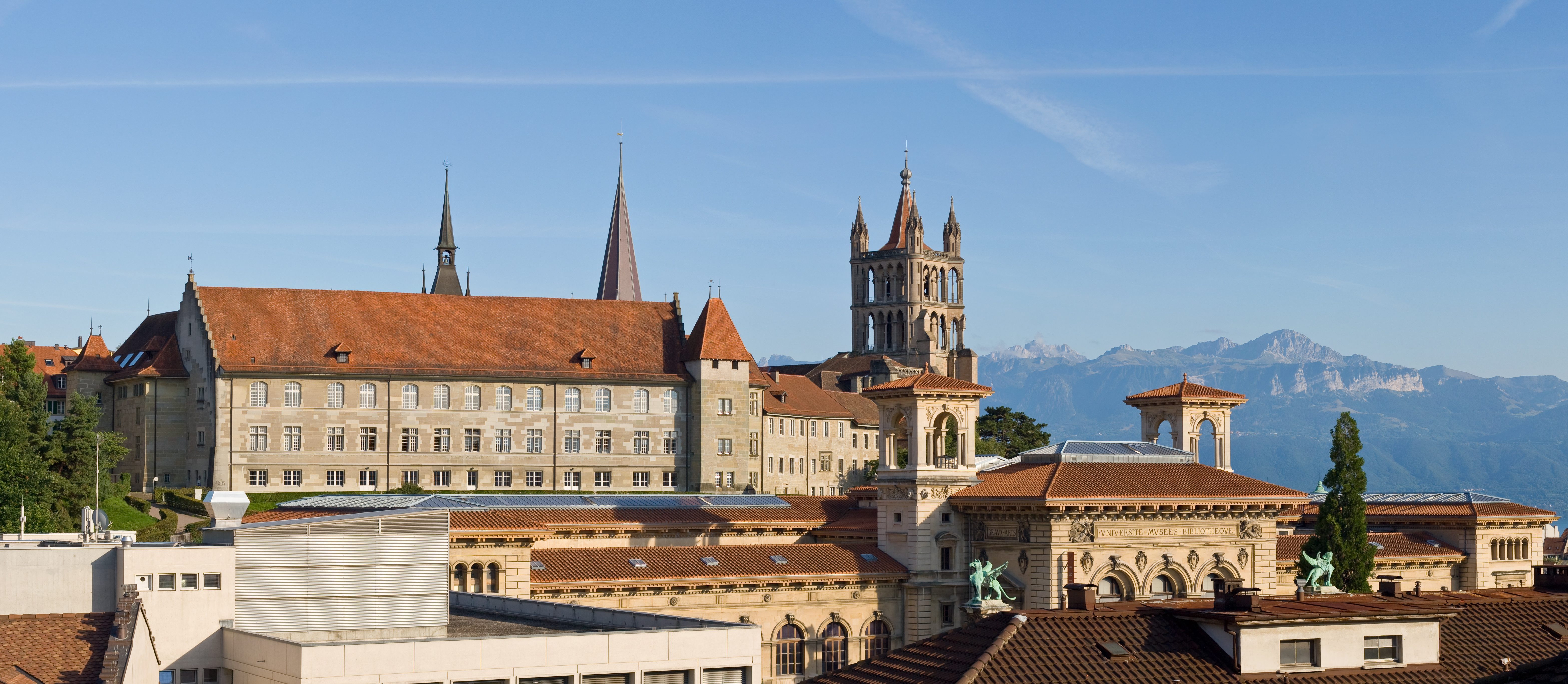
A város látképét uraló Notre-Dame-székesegyház

## Közlekedés

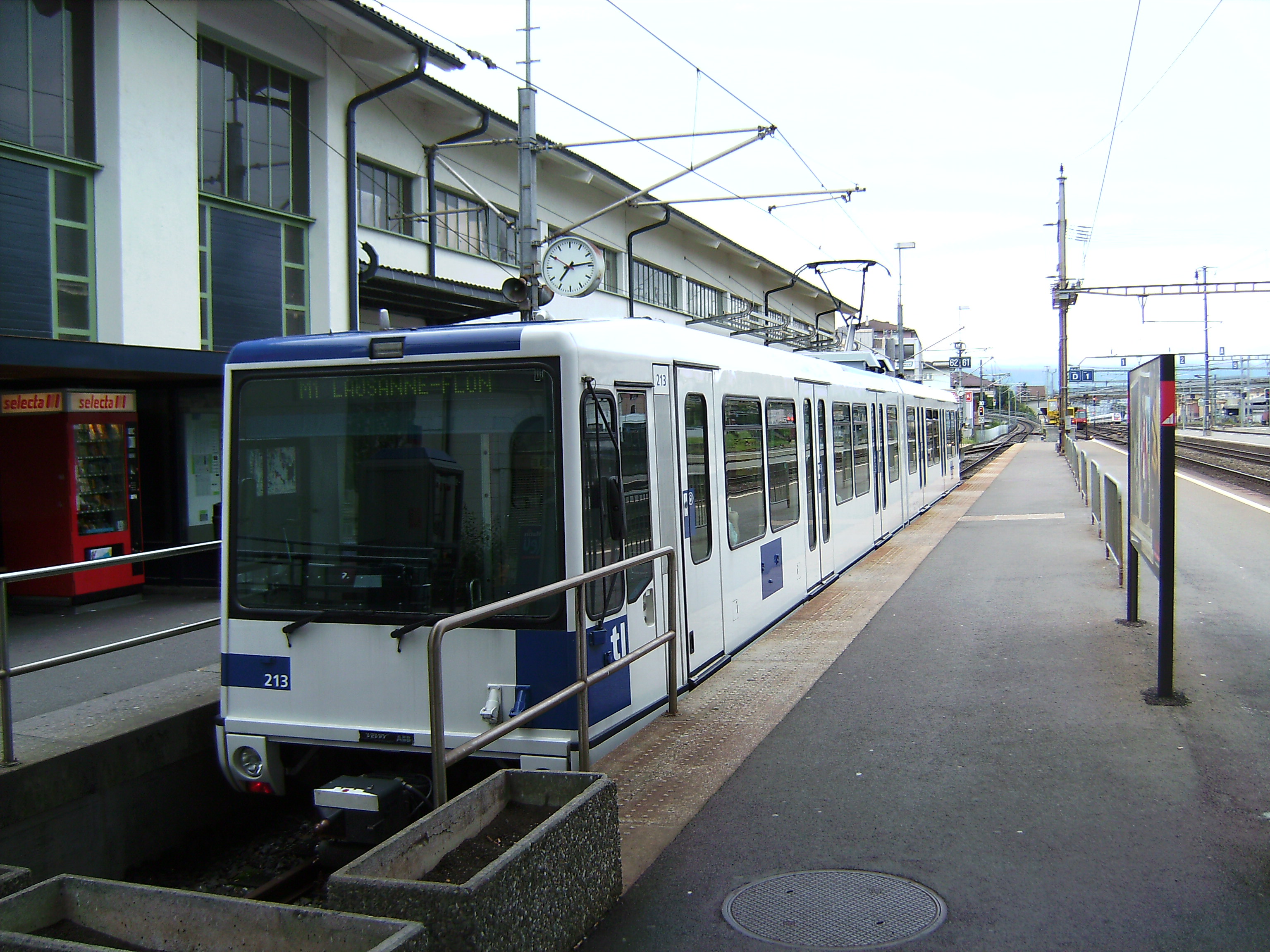
A Lausanne-i metró egyes vonala

Lausanne-t széleskörű helyi, országos és nemzetközi közlekedési hálózat szolgálja ki. A város vasútállomásáról elérhetőek a Svájci Szövetségi Vasutak személyvonatai, amelyek bel- és külföldi úti célokra is közlekednek. Az állomásról továbbá elérhető a helyi metró és a kantonális RER-hálózat (franciául: Réseau express régional vaudois) is.
A város metrórendszerét és a helyi buszvonalakat – amelyeken trolibuszok is közlekednek – a Transports publics de la région lausannoise (TL) üzemelteti, míg a Genfi-tavon átkelő hajókat a Compagnie Générale de Navigation sur le lac Léman (CGN).
2008-ban Lausanne lett az első svájci város, ahol gumikerekű metrórendszer működik. A gördülőállomány a párizsi 14-es metró vonalának kisebb változata. A város több közlekedési fejlesztést is tervez, többek között a villamoshálózat újraélesztését és a metrórendszer bővítését.
Lausanne nyugati oldalon csatlakozik az A1-es autópályához (Genf–Zürich tengely), északi és keleti oldalán pedig az A9-es autópályához (Olaszország és Franciaország felé); a két autópálya csomópontja a város északnyugati oldalán található.

A Lausanne-i repülőtér a város Blécherette elnevezésű negyedében helyezkedik el, menetrend szerinti járatai nincsenek. A rendszeres nemzetközi repülőjáratokkal operáló Genfi repülőtér mindössze 42 perc alatt elérhető vonattal.

## Gazdaság

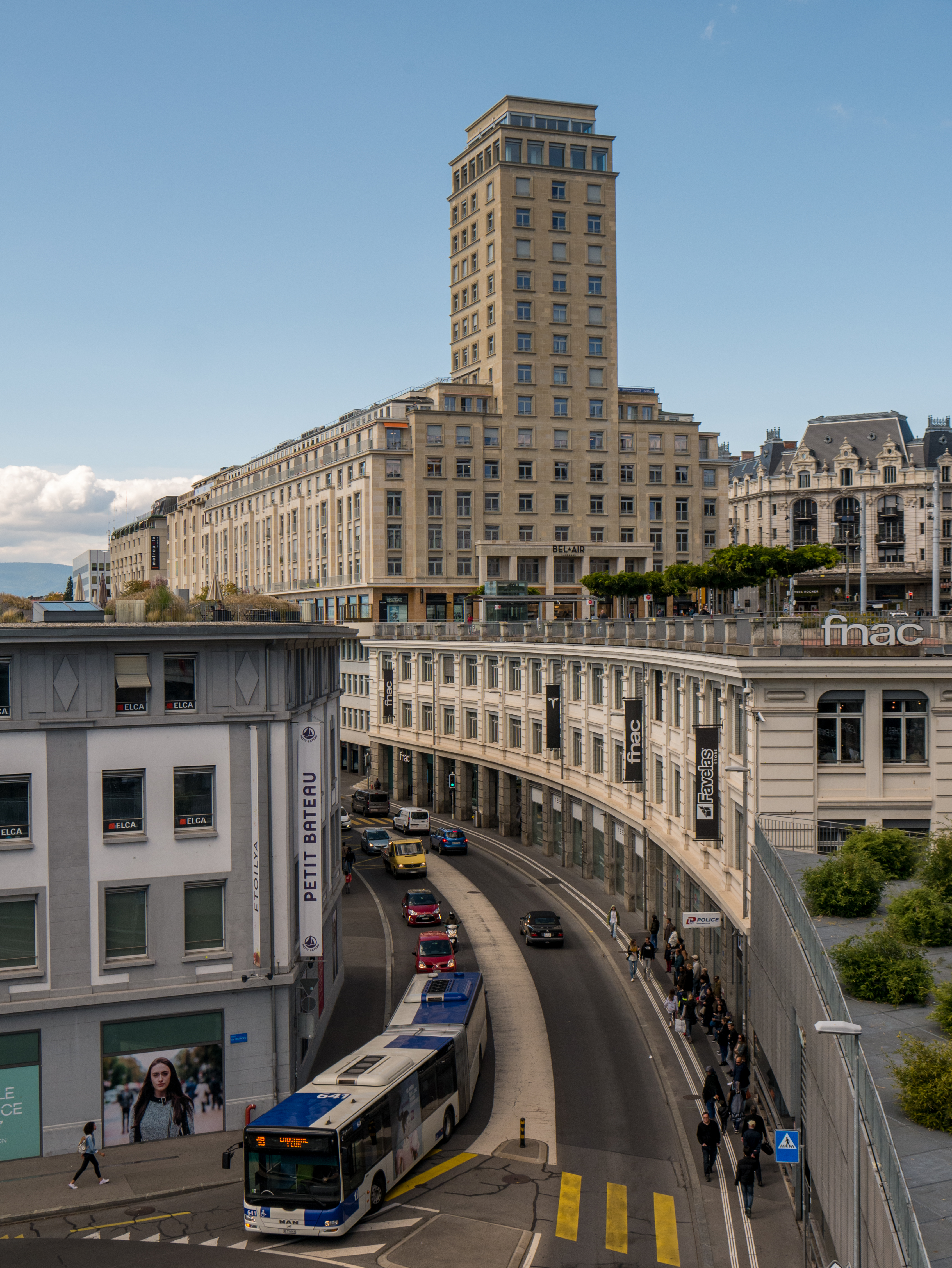
A Bel-Air-torony

Lausanne Nyugat-Svájc egyik legfontosabb gazdasági és közigazgatási központja. A 2018-as adatok szerint a foglalkoztatottak jelentős része, mintegy 95 százaléka a szolgáltatási szektorban dolgozik, a szekunder szektor a munkaerő nagyjából 4-5 százalékát teszi ki, és kevesebb mint 1 százalék dolgozik a primer szektorban.  A szolgáltatóipar a kereskedelemre, az idegenforgalomra, az adminisztrációra, a banki és biztosítási tevékenységekre, valamint a szállítmányozásra és a közlekedésre összpontosít. A város különböző nemzetközi és szövetségi jelentőségű intézmények és cégek kedvelt székhelye.

### Jelentős vállalatok

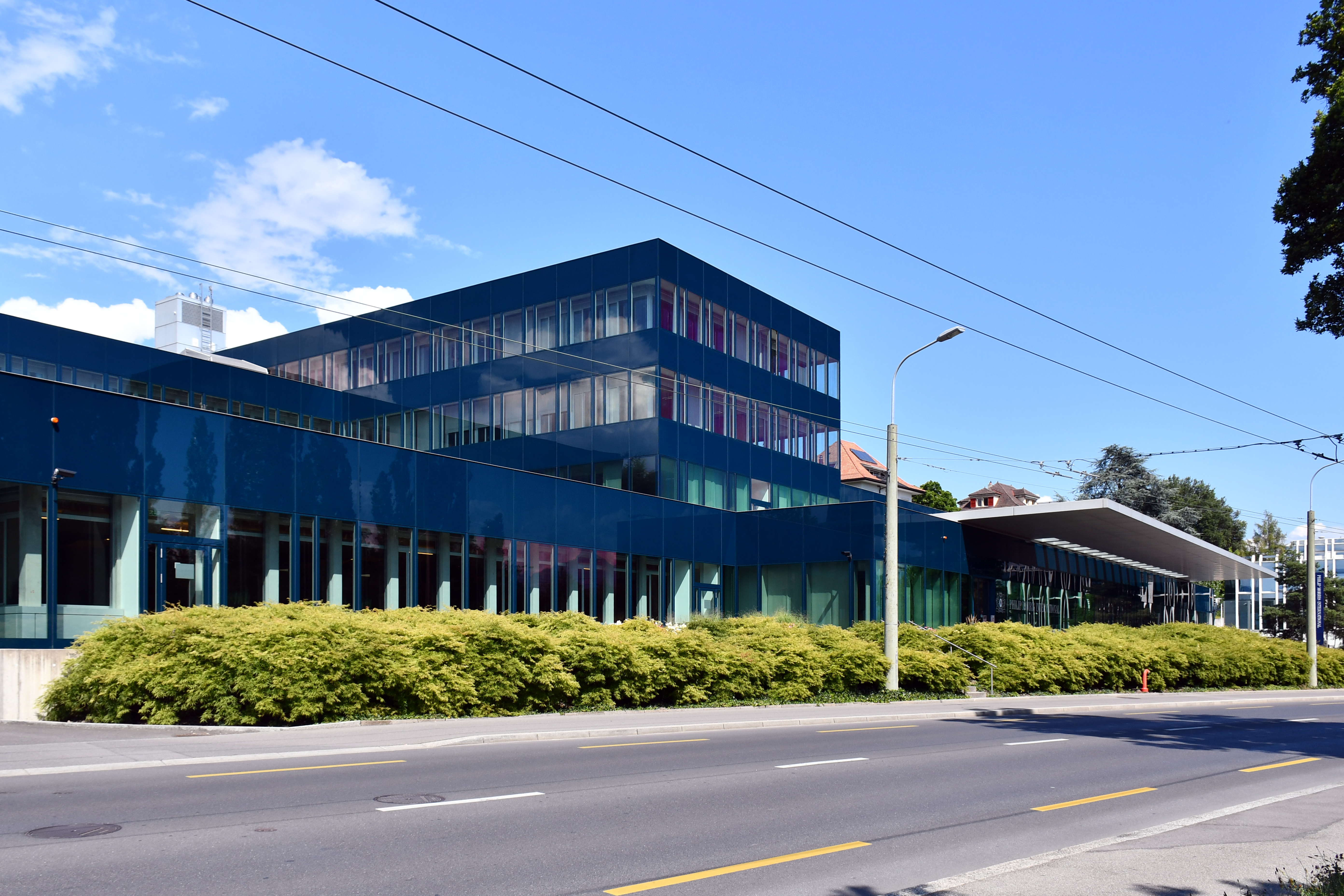
A Philip Morris International operatív székhelye Lausanne-ban

A városban, illetve annak agglomerációjában székelő jelentős vállalatok:
- Banque cantonale vaudoise, banki szolgáltatások;
- Bata Corporation, cipőgyártás;[54]
- Bobst SA, gépipar;[55]
- Compangie financière Tradition, pénzügyi szolgáltatások;[56]
- CGN, regionális közlekedés;
- Edipresse, könyvkiadás;[57]
- ELCA, informatika;[58]
- Eni Suisse SA, olaj és gáz;[59]
- Kudelski Group, informatika;[60]
- Landolt & Cie, bankszektor;[55]
- Logitech, számítógépes perifériák;[55]
- Nespresso, kávé (a Nestlé operatív egysége);[55]
- Payot, kiskereskedelmi könyvesbolt;[61]
- Philip Morris International, dohányipari vállalat;[62]
- Retraites Populaires, pénzügyi szolgáltatások;[63]
- Sophia Genetics, biotechnológia;[64]
- Tetra Laval, csomagolás;[55]
- Vaudoise Assurances, biztosítás.[65]

### Munkanélküliség
2017. szeptember 30-án a munkanélküliségi ráta 5,9 % volt.

## Oktatás
Az agglomeráció nyugati részén, a Genfi-tó közelében egy hatalmas campus egyesíti az ország felsőoktatási rendszerének két neves intézményét: a Lausanne-i Egyetemet (franciául: Université de Lausanne, UNIL) és a Lausanne-i Szövetségi Műszaki Egyetemet (franciául: École polytechnique fédérale de Lausanne, EPFL).
A városban és annak régiójában több alkalmazott tudományok egyeteme található, többek közt az École hôtelière de Lausanne (EHL), az École cantonale d'art de Lausanne (ECAL), a La Manufacture, Haute école des arts de la scène és az Haute École de santé Vaud.
Ami a középfokú oktatást illeti, Lausanne-ban több gimnázium (köztük a Gymnase de Beaulieu és a Gymnase de la Cité) és szakiskola is található. A városban összesen több mint ötven oktatási intézmény működik.

## Sport

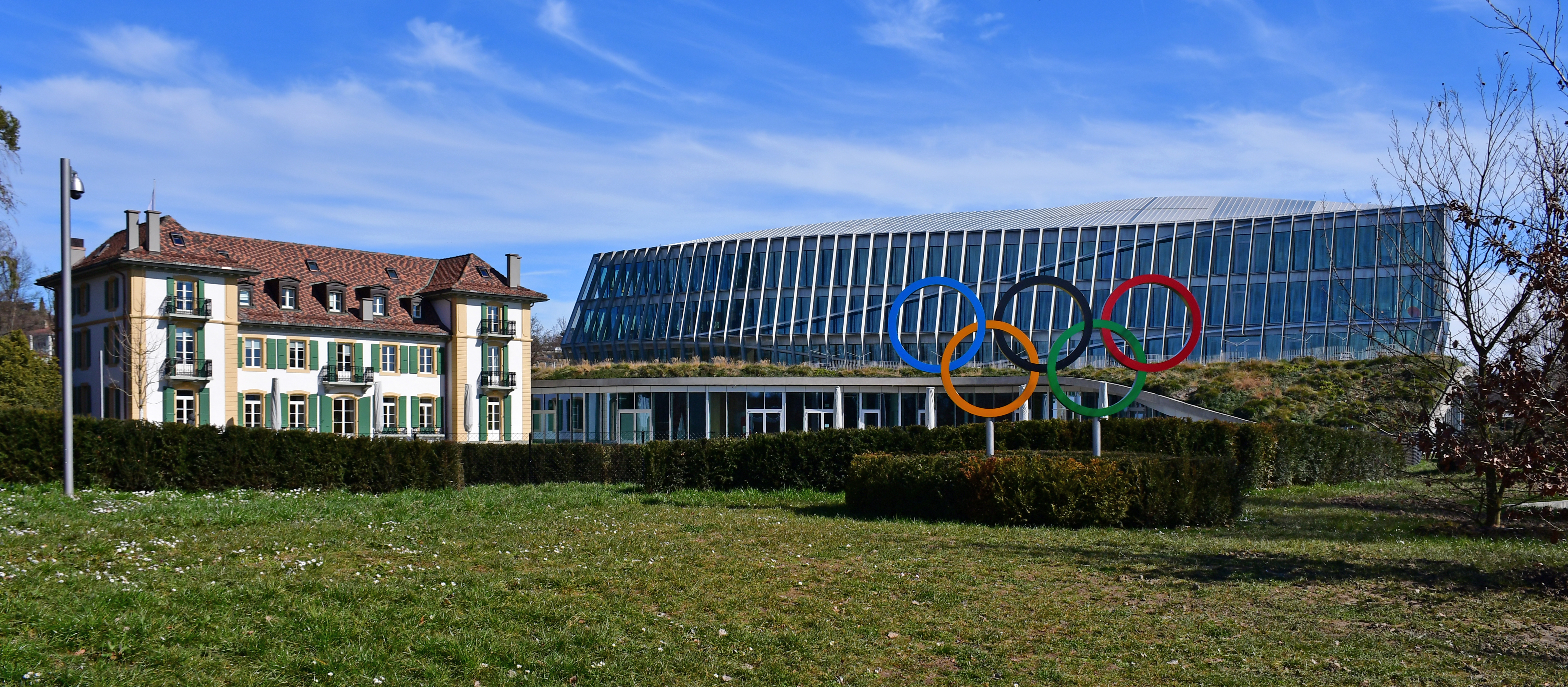
A Nemzetközi Olimpiai Bizottság székhelye Lausanne-ban

Lausanne ad otthont a NOB-nak, a közeli tavakon vízi sportok, a hegyekben pedig hegymászás és síelés kínálkozik. A kerékpározás szintén gyakori időtöltés. Többek között évente megrendezik a várost átszelő országúti futóversenyt (20 km de Lausanne), a Tour de Romandie országúti kerékpárversenyt, a Lausanne-i maratont és a triatlonversenyt. A városban rendezik meg évi rendszerességgel a Diamond League részeként az Athletissima nemzetközi atlétikai versenyt, melynek otthona a Stade olympique de la Pontaise. A város szolgált a 2020. évi téli ifjúsági olimpiai játékok helyszíneként is.

### Helyi sportklubok, szövetségek
- Lausanne HC – jégkorongklub[80]
- Lausanne-Sport – labdarúgóklub[81]
- Stade Lausanne Ouchy – labdarúgóklub[82]
- Stade Lausanne Rögbiklub[83]
- Lausanne-Sports Aviron – evezősklub[84]

### Nemzetközi sportszervezetek
A Nemzetközi Olimpiai Bizottság székhelye eredetileg Párizsban volt, mígnem Pierre de Coubertin 1915-ben Lausanne-ba költöztette. A Sport Döntőbíróság is itt székel, valamint számos más nemzetközi sportszervezet:
- Európai Atlétikai Szövetség (EAA)[85]
- Nemzetközi Baseball Szövetség (IBAF)[86]
- Nemzetközi Lovassport Szövetség (Fédération Équestre Internationale, FEI)[87]
- Nemzetközi Vívószövetség (Fédération Internationale d'Escrime, FIE)[88]
- Nemzetközi Golf Szövetség (Fédération Internationale de Golf, IGF)[89]
- Nemzetközi Torna Szövetség (Fédération Internationale de Gymnastique, FIG)[90]
- Nemzetközi Gyeplabda Szövetség (Fédération Internationale de Hockey, FIH)[91]
- Nemzetközi Evezős Szövetség (Fédération Internationale des Sociétés d'Aviron, FISA)[92]
- Nemzetközi Korcsolyázó Szövetség (ISU)[93]
- Nemzetközi Úszószövetség (Fédération Internationale de Natation, FINA)[94]
- Nemzetközi Asztalitenisz Szövetség (ITTF)[95]
- Nemzetközi Triatlon Szövetség (ITU)[96]
- Nemzetközi Egyetemi Sportszövetség (Fédération Internationale du Sport Universitaire, FISU)[97]
- Nemzetközi Röplabda-szövetség (Fédération Internationale de Volleyball, FIVB)[98]
- Nemzetközi Wushu Szövetség (IWUF)[99]
- Légisport Világszövetség (Fédération Aéronautique Internationale, FAI)[100]
- Nemzetközi Íjász Szövetség (WA; Fédération Internationale de Tir à l'Arc, FITA)[101]
- TáncSport Világszövetség (Fédération mondiale de danse sportive, WDSF)[102]
- Nemzetközi Sakkszövetség (Fédération Internationale des Échecs, FIDE)[103]

## Kultúra
A Genfi-tó partján fekvő napsütötte elhelyezkedésének, a festői óvárosnak, a számos múzeumnak és a változatos kulturális eseményeknek köszönhetően Lausanne Svájc egyik legpezsgőbb kulturális élettel rendelkező városa.
A városnak három nagy jelentőségű teátruma van: a Lausanne-i Operaház (Opéra de Lausanne), a Beaulieu Színház és a Vidy-Lausanne színház. Lausanne-ban működik egy városi levéltár, kantonális valamint közösségi fenntartású könyvtár, valamint számos köz- és szakkönyvtár.
1968 óta megrendezik a Festival de la Cité művészeti fesztivált, 1973 óta pedig a Prix de Lausanne nemzetközi táncversenyt.

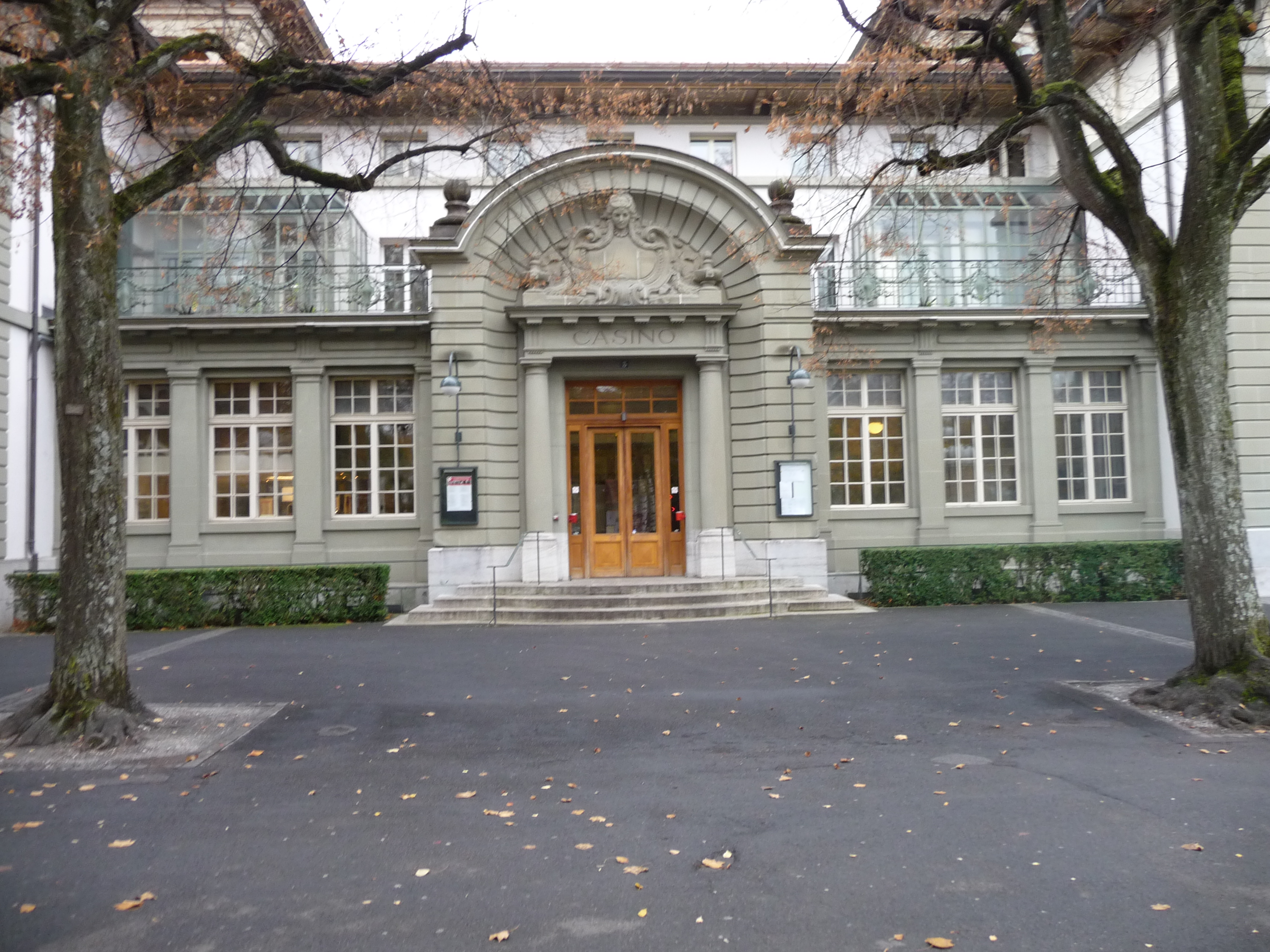
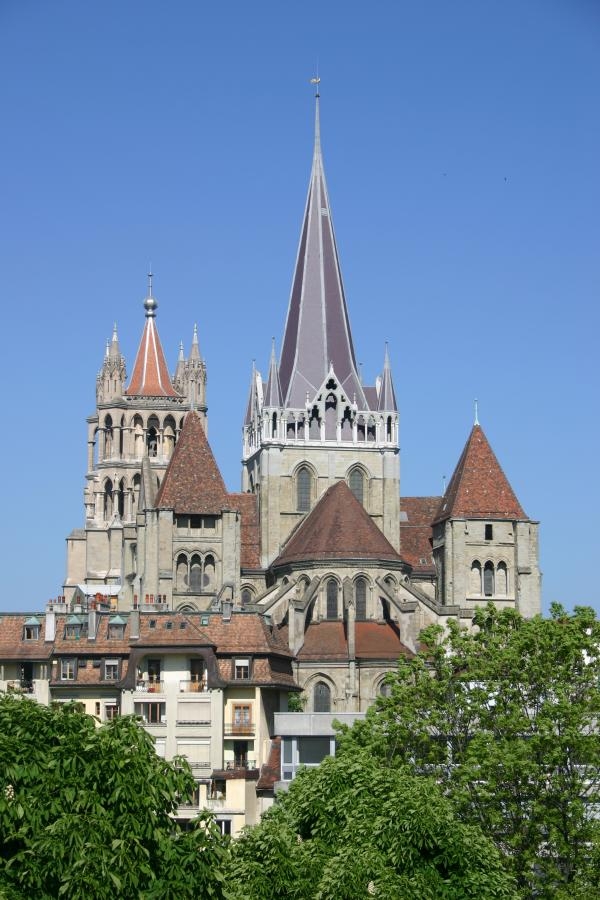
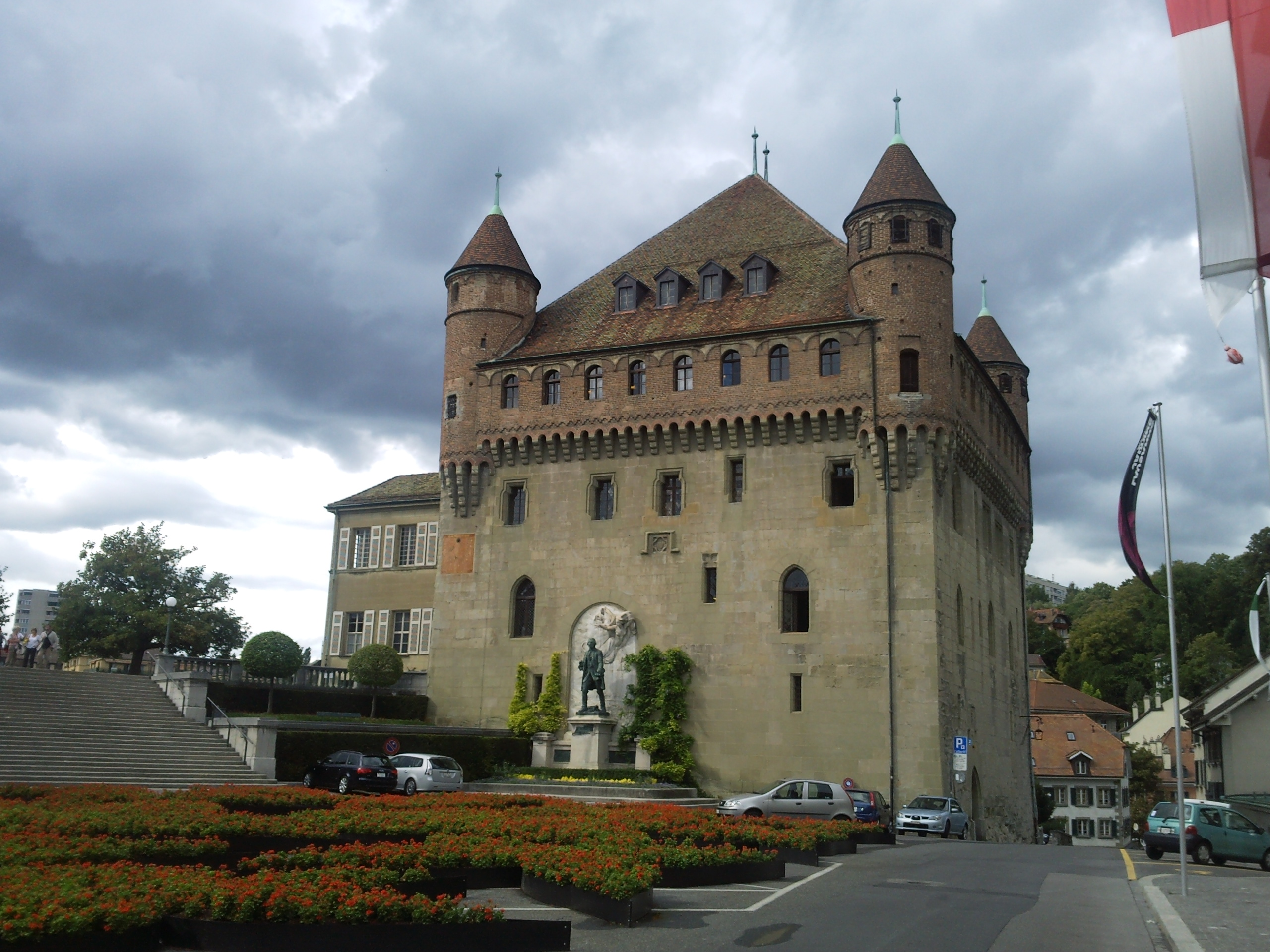
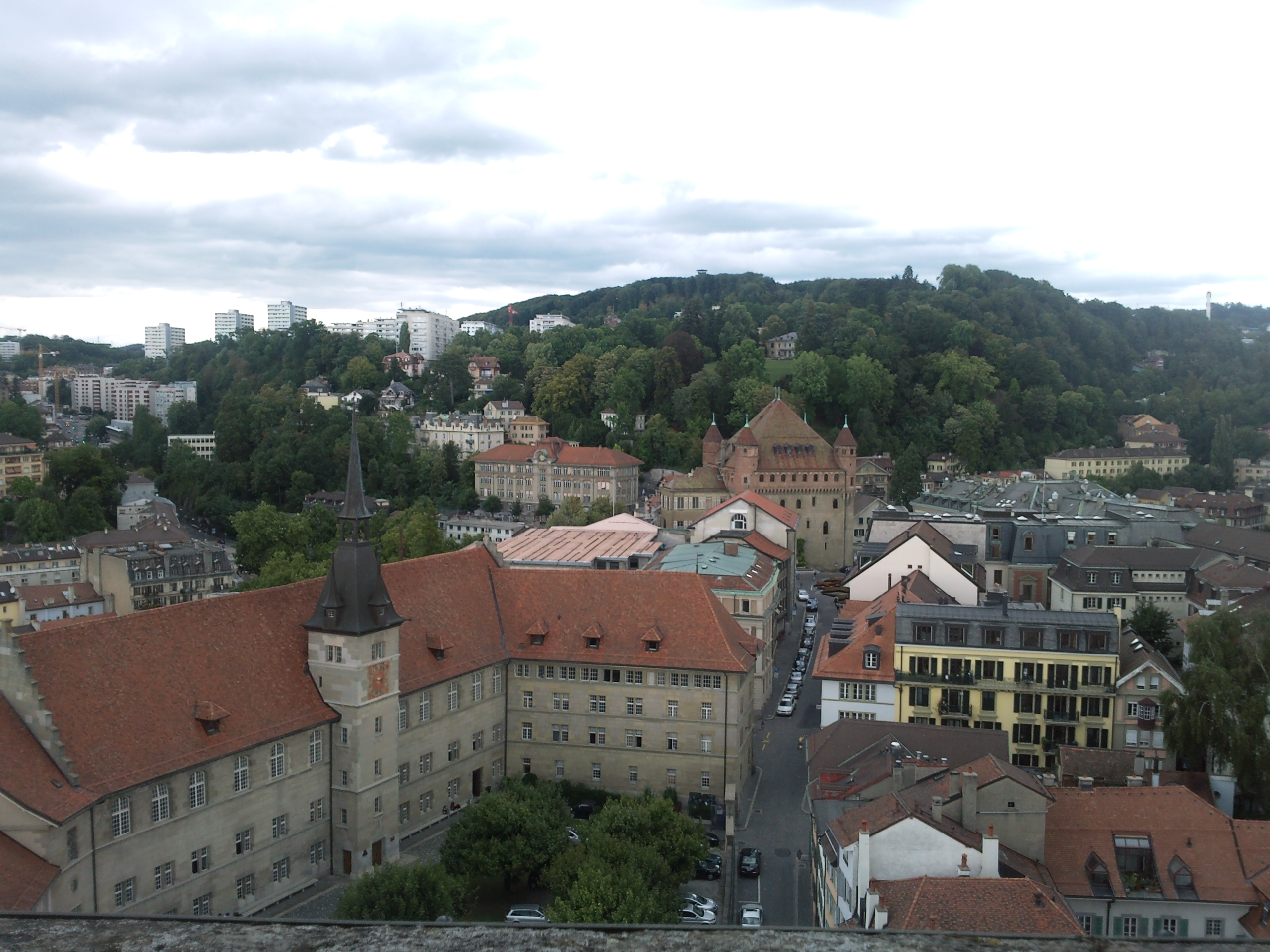
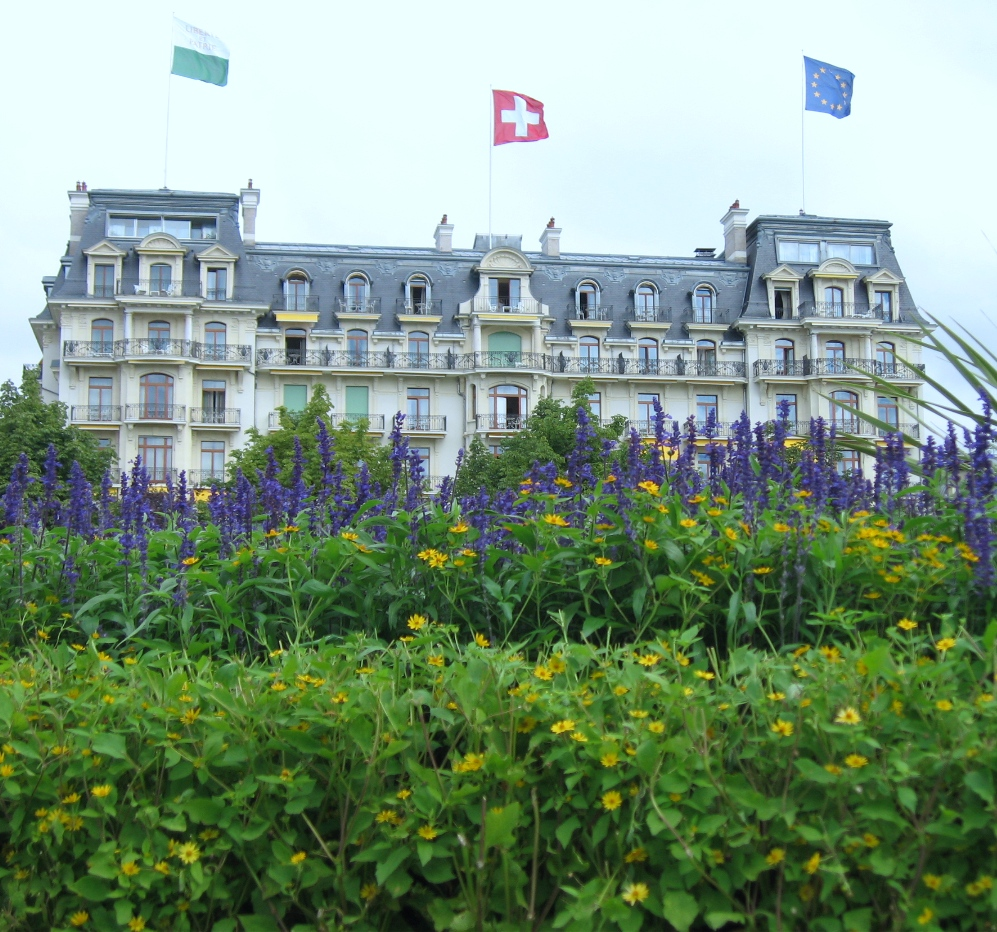
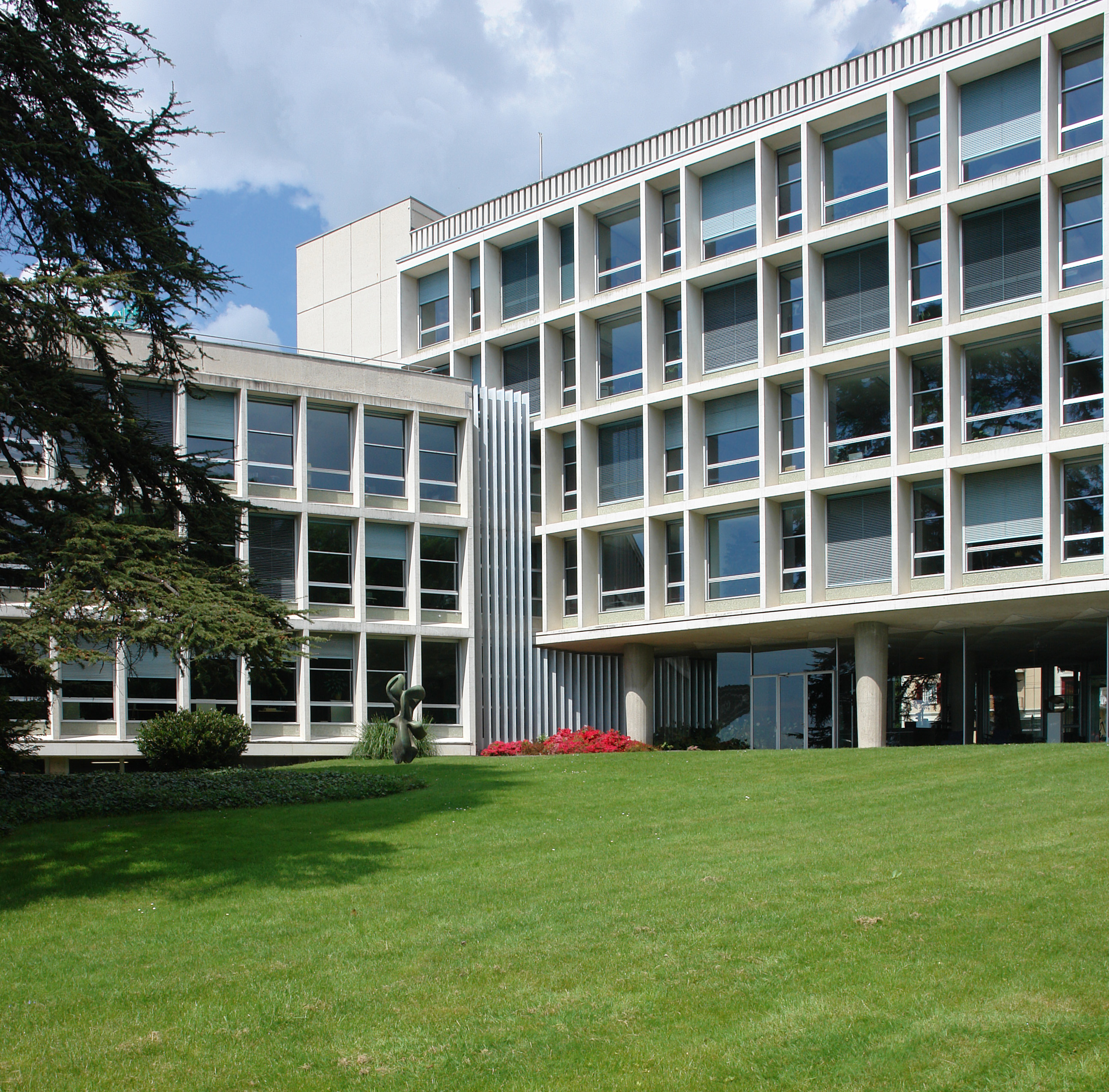
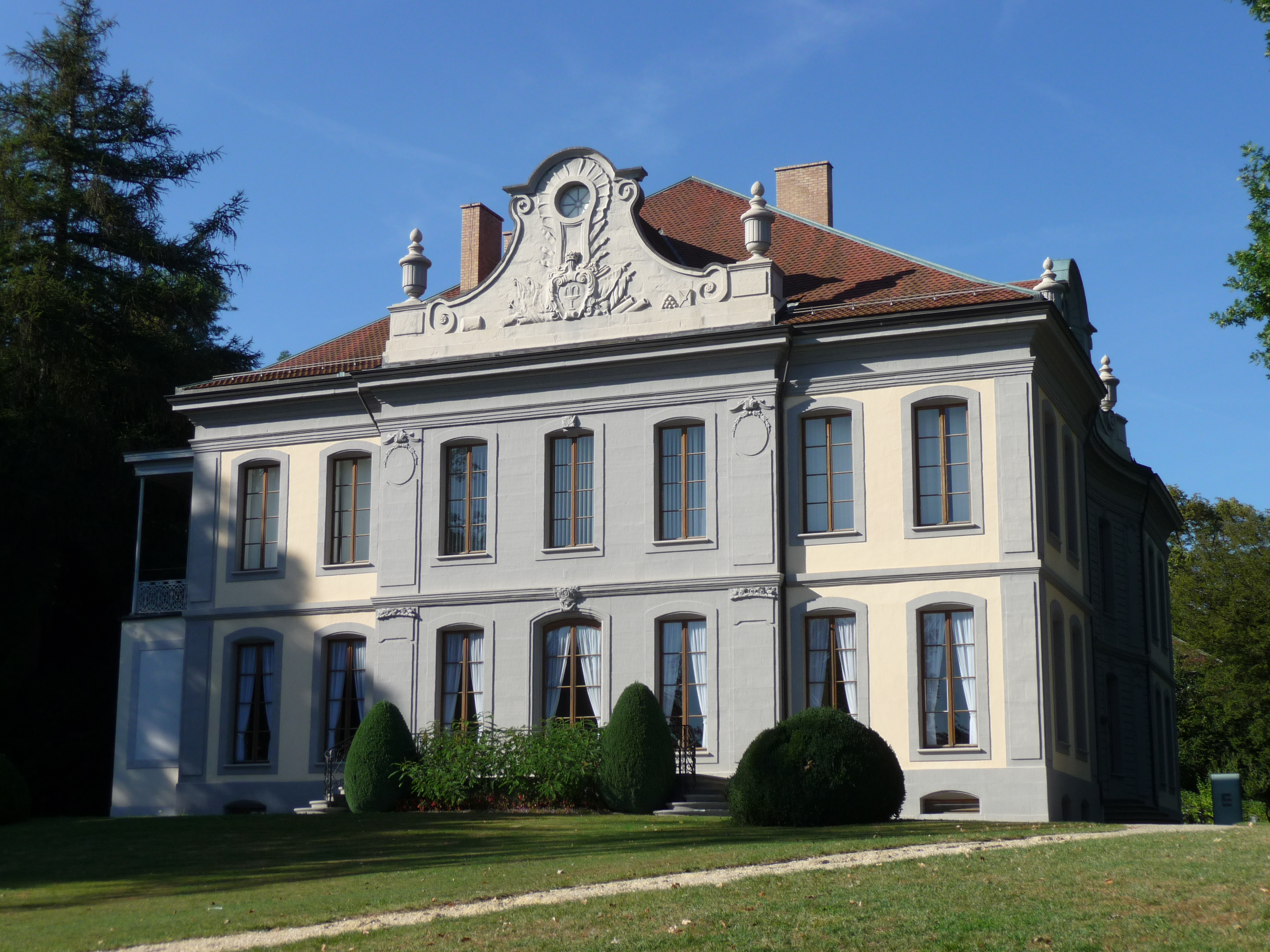
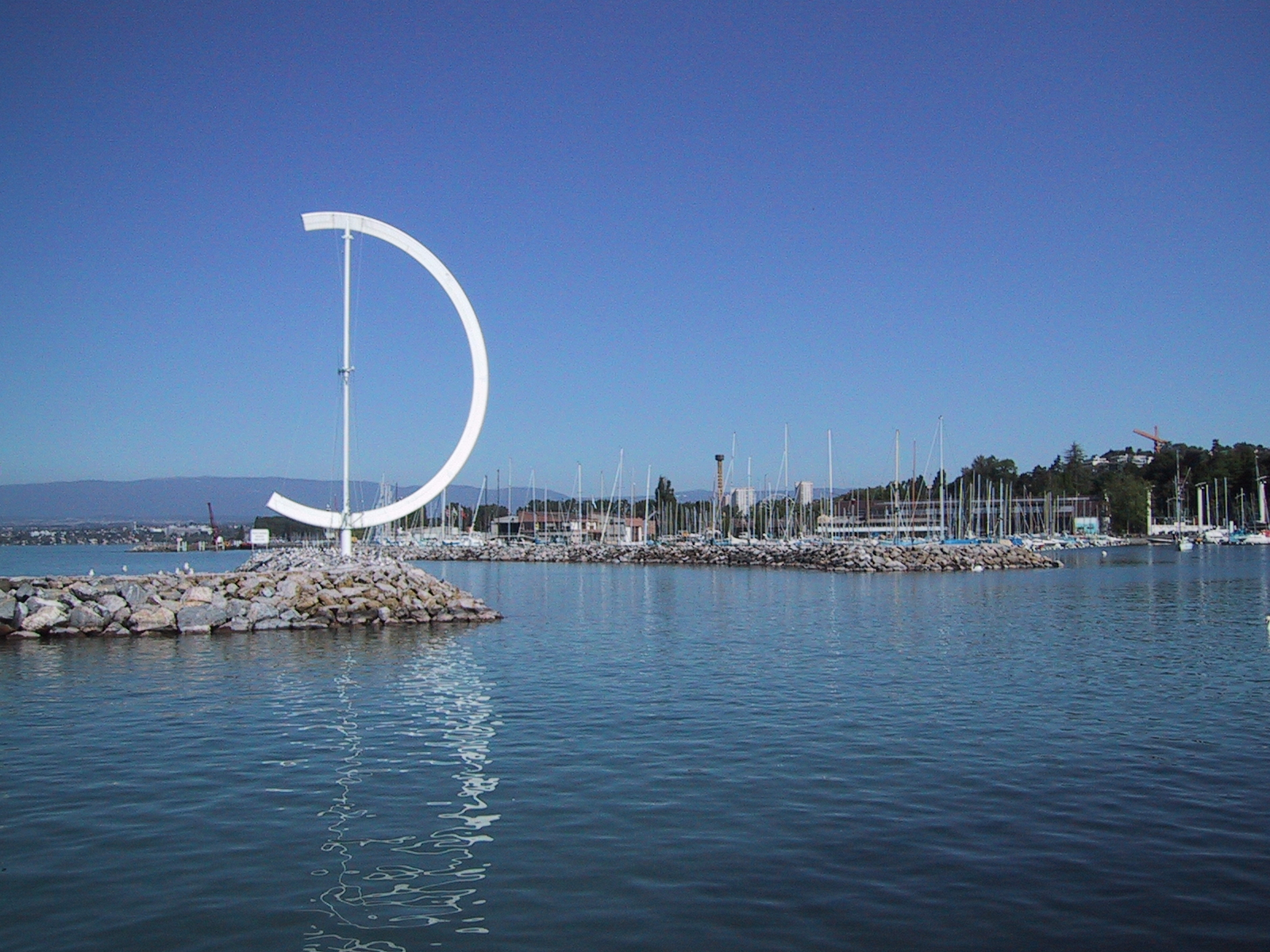
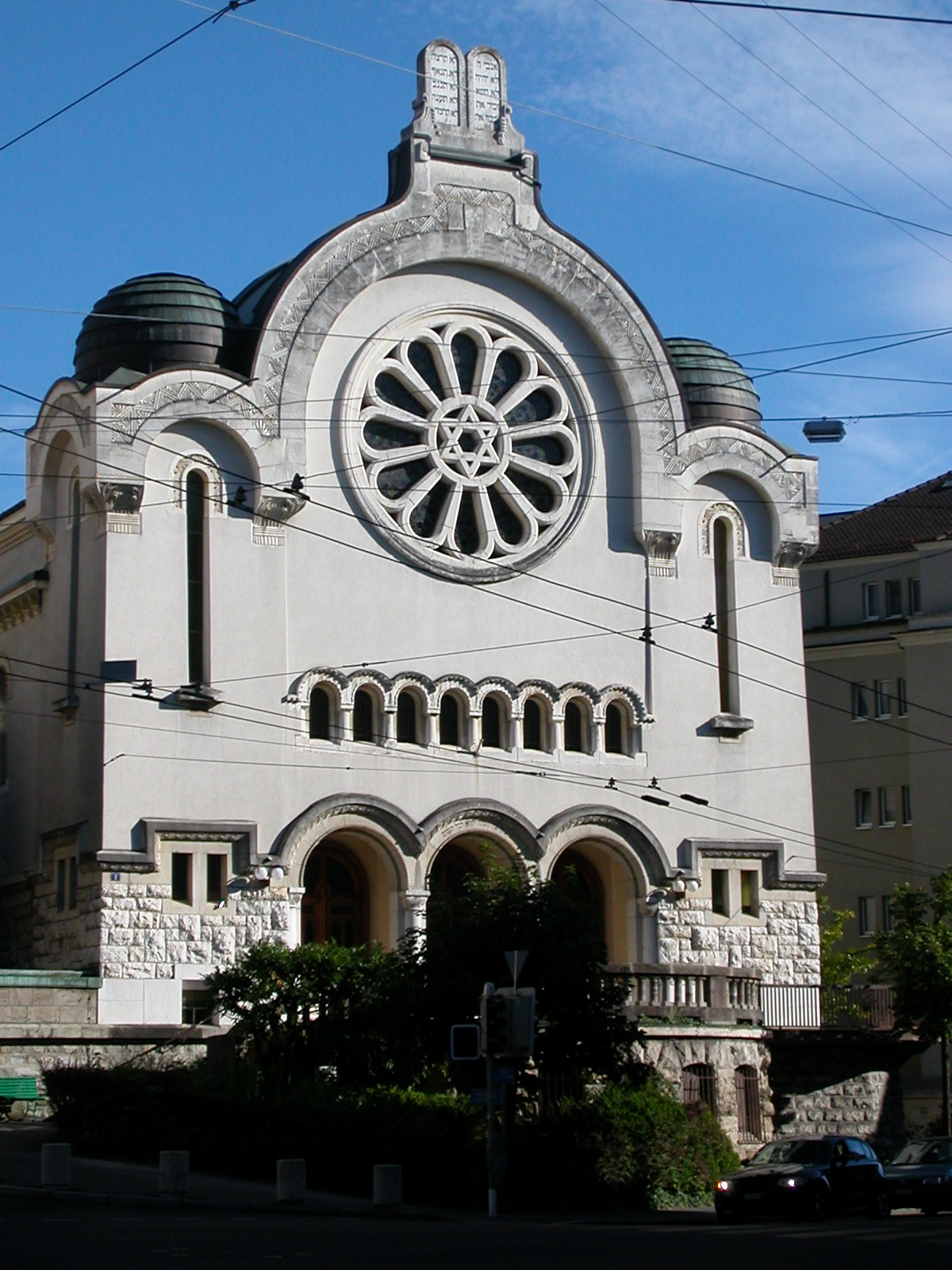
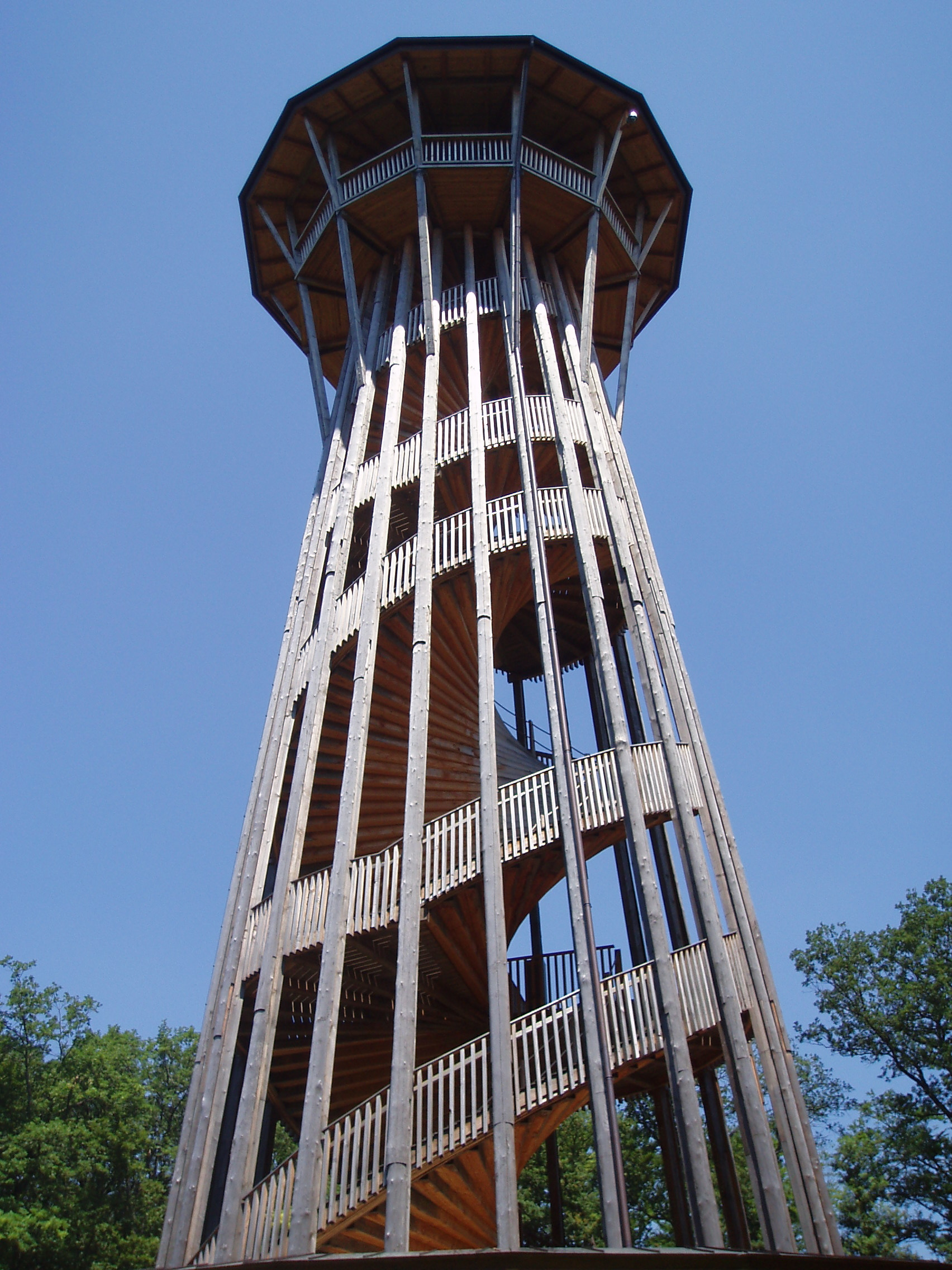
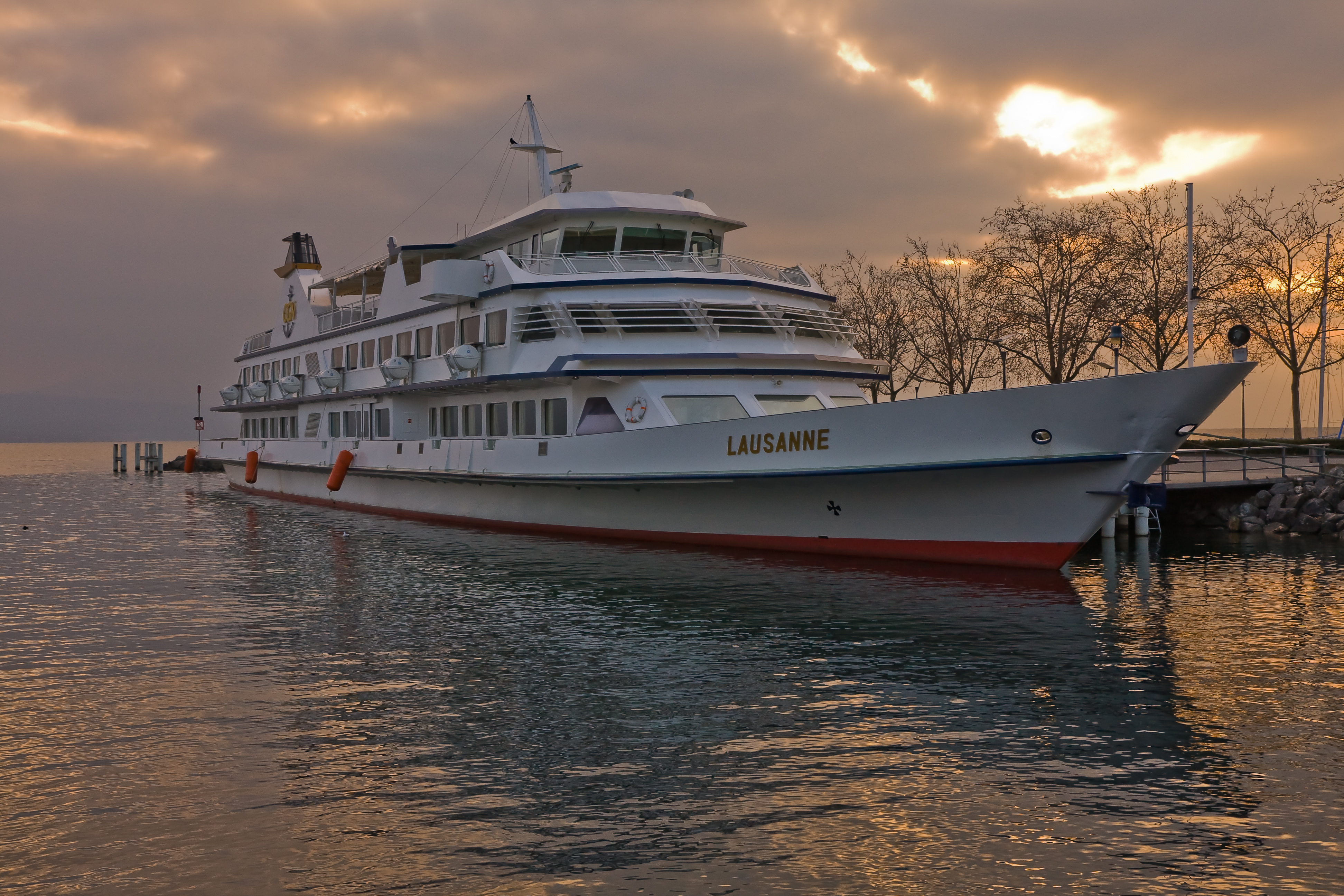

### Látnivalók

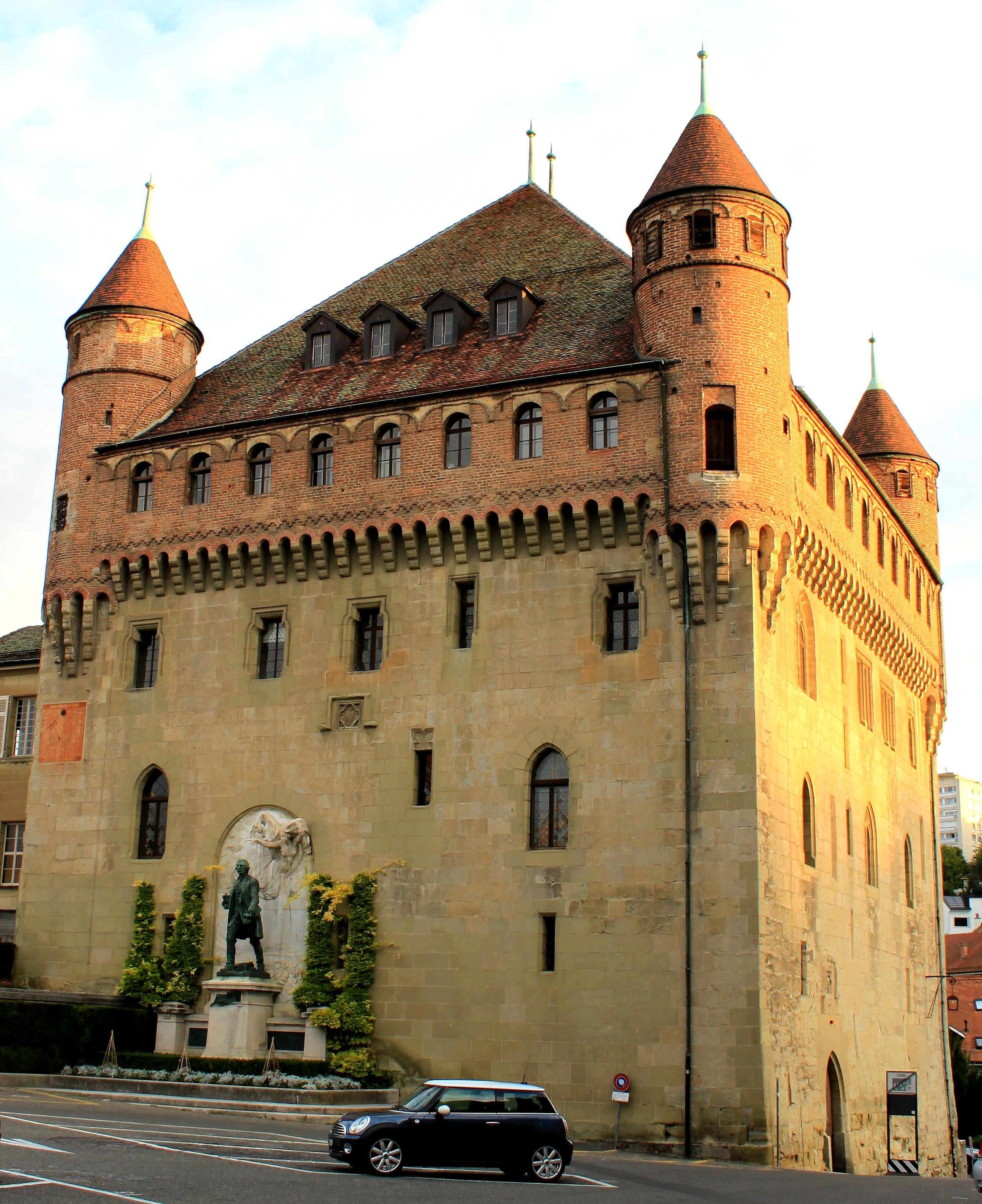
Château Saint-Maire

- Notre-Dame-katedrális, a Vaud kantoni evangélikus református egyház által konfiskált római katolikus templom; Svájc egyik legpompásabb gótikus épülete.
- Château d'Ouchy, középkori kastély a Genfi-tó partján.
- Château Saint-Maire, a kantonális kormány székhelye.
- Place St-François, a városközpontban, az azonos nevű templommal.
- Place de la Palud, látványos régi órával.
- St-Laurent-templom, az azonos nevű téren.
- Szövetségi Bíróság, a svájci igazságszolgáltatás székhelye.[109]

### Múzeumok
Lausanne 22 múzeummal rendelkezik, köztük hat kantonális és négy városi múzeummal.

## Nevezetes lausanne-iak

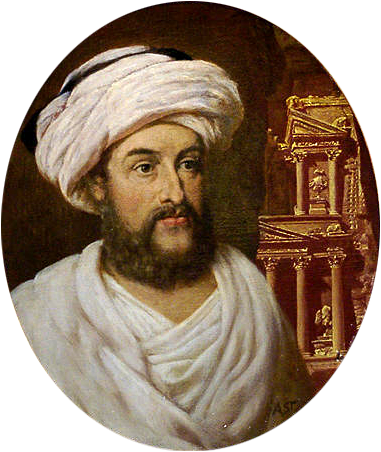
Johann Ludwig Burckhardt

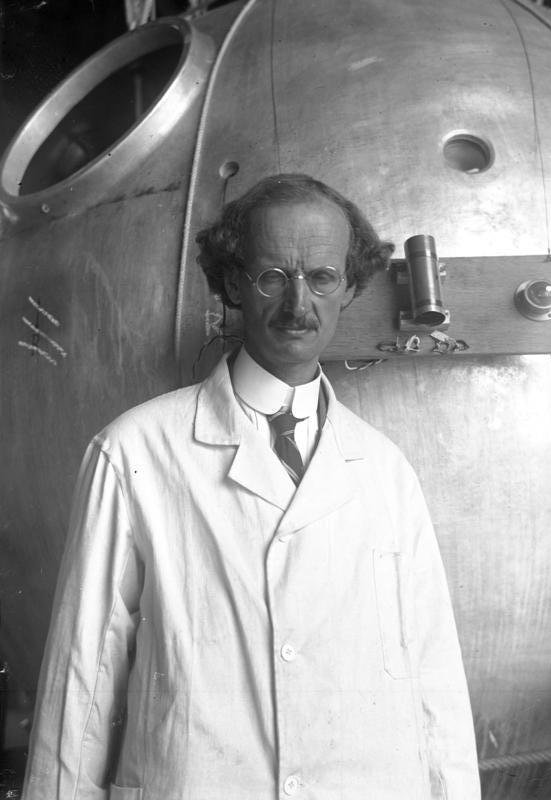
Auguste Piccard, 1932

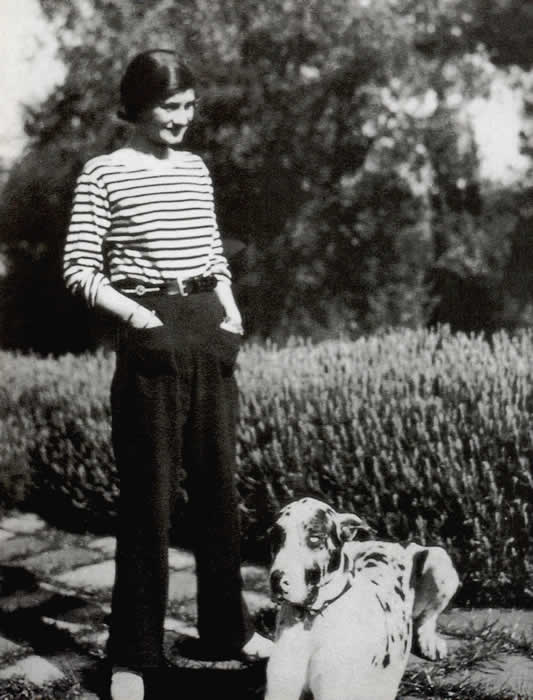
Coco Chanel, 1928

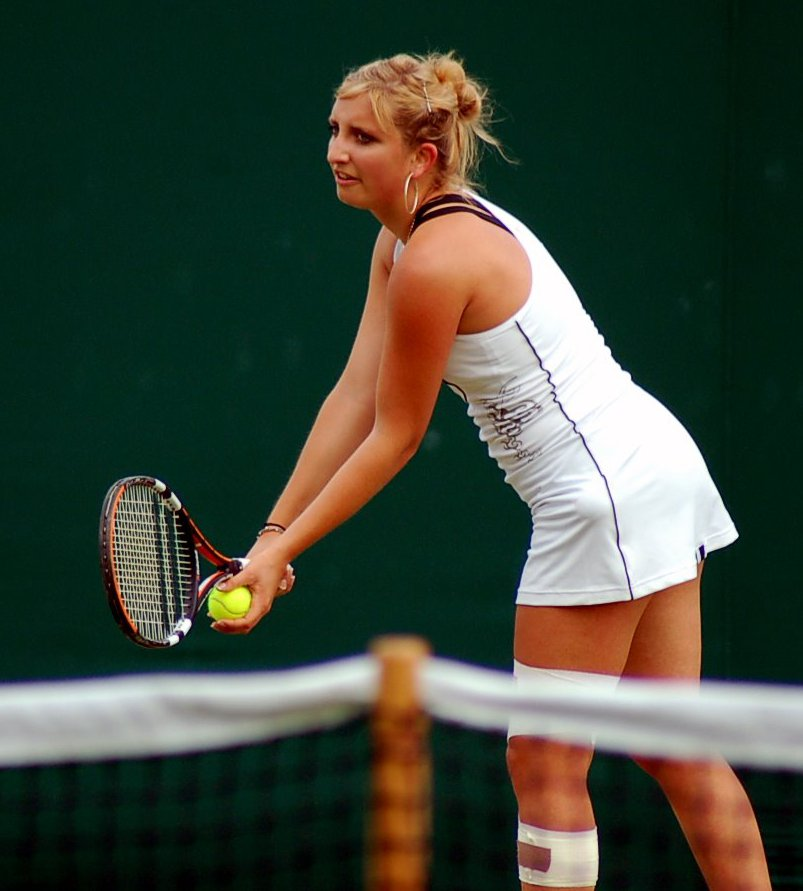
Bacsinszky Tímea, 2008

### Tudósok és építészek
- Johann Ludwig Burckhardt (1784–1817), utazó, geográfus és orientalista,[111]
- Eugène Viollet-le-Duc (1814–1879), francia építész és író,[112]
- Léon Walras (1834–1910), francia közgazdász, egyetemi tanár, matematikus,[113]
- Vilfredo Pareto (1848–1923), olasz mérnök, szociológus, közgazdász és filozófus,[114]
- Auguste Piccard (1884–1962) fizikus, feltaláló és felfedező,[115]
- Michel Mayor (szül. 1942), asztrofizikus, a 2015-ös Kiotó-díj és a 2019-es fizikai Nobel-díj társdíjasa.[116]

### Írók
- Edward Gibbon FRS (1737–1794), angol történész, író és parlamenti képviselő,[117]
- Benjamin Constant (1767–1830), aktivista, politikai és vallási író,[118][119]
- Charles-Ferdinand Ramuz (1878–1947), író,[120]
- Georges Simenon (1903–1989), belga író,[121]
- Alejo Carpentier (1904–1980), kubai író, esszéista és zenetudós,[122]
- Jean Anouilh (1910–1987), francia drámaíró.[123]

### Színészek
- George Sanders (1906–1972), brit film- és televíziós színész és író,[124]
- James Mason (1909–1984), angol színész,[125]
- Capucine (1928–1990), francia színésznő és modell,[126]
- Vincent Pérez (szül. 1964), színész és rendező.[127]

### Festők
- François Bocion (1828–1890), művész és tanár,[128]
- Eugène Grasset (1845–1917), iparművész, az Art nouveau úttörője,[129]
- Théophile Steinlen (1859–1923), francia grafikus,[130]
- Félix Vallotton (1865–1925), festő, grafikus.[131]

### Zenészek és táncosok
- Karol Szymanowski (1882–1937), lengyel zeneszerző és zongoraművész,[132]
- Maurice Béjart (1927–2007), táncos, koreográfus és operarendező,[133]
- Charles Dutoit (szül. 1936), karmester.[134]

### Nemesek, uralkodók
- Battenbergi Viktória Eugénia spanyol királyné (1887–1969),[135]
- Ilona görög királyi hercegnő (1896–1982),[136]
- IX. Ráma thaiföldi király (1927–2016),[137]
- Yasmin Aga Khan (szül. 1949),[138]
- Margarita von Hohenzollern-Sigmaringen (szül. 1949),[139]
- Elena von Hohenzollern-Sigmaringen (szül. 1950).[140]

### Üzletemberek
- Coco Chanel (1883–1971), francia divattervező és üzletasszony,[141]
- Ingvar Kamprad (1926–2018), az IKEA alapítója.[142]

### Sportolók
- Pierre de Coubertin (1863-1937), francia báró, a Nemzetközi Olimpiai Bizottság alapítója,[143]
- Stéphane Chapuisat (szül. 1969), labdarúgó,[144]
- Sébastien Loeb (szül. 1974), francia autóversenyző,[145]
- Ludovic Magnin (szül. 1979), labdarúgó, az FC Zürich vezetőedzője,[146]
- Lorik Cana (szül. 1983), albán labdarúgó,[147]
- Stan Wawrinka (szül. 1985), teniszező,[148]
- Stéphane Lambiel (szül. 1985), műkorcsolyázó és edző,[149]
- Bacsinszky Tímea (szül. 1989), teniszező.[150]

## Fordítás
Ez a szócikk részben vagy egészben  a   Lausanne című angol Wikipédia-szócikk ezen változatának fordításán alapul.  Az eredeti cikk szerkesztőit annak laptörténete sorolja fel. Ez a jelzés csupán a megfogalmazás eredetét és a szerzői jogokat jelzi, nem szolgál a cikkben szereplő információk forrásmegjelöléseként.